# جاركند
جَارَكَنْد (بالهندستانية: جھارکھنڈ؛ تترجم حرفيا. أرض الغابات) هي ولاية في شرق الهند، لها حدودها مع ولايات البنغال الغربية من الشرق وجتسغار من الغرب وأتر برديش من الشمال الغربي وبهار من الشمال وأوديشا من الجنوب. هي الولاية الهندية الخامسة عشرة من حيث المساحة والرابع عشر من حيث عدد السكان، لغتها الرسمية هي اللغة الهندية. وتتخذ الولاية من مدينة رانشي عاصمة لها. تشتهر الولاية بطبيعتها والأماكن المقدسة مثل بادياناث دهام وبارسناث وديوري وراجرابا مواقع دينية رئيسية. وهي ولاية ريفية حيث يعيش حوالي 24% فقط من سكانها في المدن.
تعاني جاركند مما يسمى أحيانا لعنة الموارد ففيها أكثر من 40% من الموارد المعدنية في الهند ولكن 39.1% من سكانها يعيشون تحت خط الفقر ويعاني 19.6% من الأطفال دون سن الخامسة من سوء التغذية.

## التسمية
معنى كلمة جار هو غابة ومعنى خاند أرض وذلك في اللغات الهندية الآرية المختلفة، وبالتالي فجاركند تعني أرض الغابات.
عرفت المنطقة في العصور الوسطى باسم جاركند. ذكرت بافيشيا بورانا ‏ (1200 م) أن جاركند كانت واحدة من سبعة بوندرا ديسا. أما أقدم ذكر للاسم فهو في صفيحة نحاسية تعود إلى القرن الثالث عشر في منطقة كندرابارا في أوديشا من عهد ناراسيمها ديفا الثاني من أسرة الجانج الشرقية، فيها كانت أراضي الغابات الممتدة من بيدناث دهام إلى بوري تُعرف باسم جاركند. ذكر كتاب أكبر أن المنطقة المسماة جاركند كانت تقع غرب بانشيت وشرق راتانبور وجنوب روهتاسجاره وشمال أوديشا.

## التاريخ

### التاريخ القديم
أُهلت المنطقة بالسكان في العصر الحجري الوسيط والنحاسي ويتضح ذلك من العديد من نقوشات الكهوف القديمة. اكتشفت أدوات حجرية في منطقة هضبة تشوتا ناجبور والتي تعود إلى العصر الحجري المتوسط والعصر الحجري الحديث. توجد تقوش كهفية في إيسكو في منطقة هازارباج تعود للعصر النحاسي الأوسط (9000-5000 قبل الميلاد). خلال الألفية الثانية قبل الميلاد، انتشر الأدوات النحاسية في هضبة تشوتا ناجبور تعود للألفية الثانية قبل الميلاد وعرفت تلك الفترة بثقافة النحاس ‏ عُثر على العديد من الآثار التي تعود إلى العصر الحجري الحديث إلى فترة العصور الوسطى في تل كابرا كالا عند التقاء نهر سون ونهر نورث كويل في منطقة بالامو. اكتشف خبث للحديد والميكروليث في منطقة سينغبهوم تعود إلى عام 1400 قبل الميلاد وفقًا لعمر التأريخ بالكربون. حكمت المنطقة العديد من الإمبراطوريات والسلالات مثل إمبراطورية ناندا والإمبراطورية الماورية وإمبراطورية جوبتا خلال الفترة القديمة.
أشير إلى المنطقة باسم كارك خاند في مهابهاراتا نظرًا لموقعها بالقرب من مدار السرطان. حكمت المنطقة العديد من ولايات الغابات (أتافيكا) في ظل حكم الإمبراطورية الماورية، حيث خضعت هذه الولايات لهيمنة الإمبراطورية الماورية في عهد أشوكا (حوالي 232 قبل الميلاد). عُثر في موقع ساريدكل القديم على منازل وأواني فخارية حمراء وأدوات نحاسية وعملات وأدوات حديدية تعود إلى القرون الأولى الميلادية. وعثر على نقوش براهمية تعود إلى القرن الثالث قبل الميلاد في منطقة خونتي. غزا سمودراجوبتا المنطقة أثناء زحفه عبر منطقة شوتاناجبور الحالية ليهاجم مملكة داكشينا كوسالا في وادي ماهانادي.

### العصور الوسطى

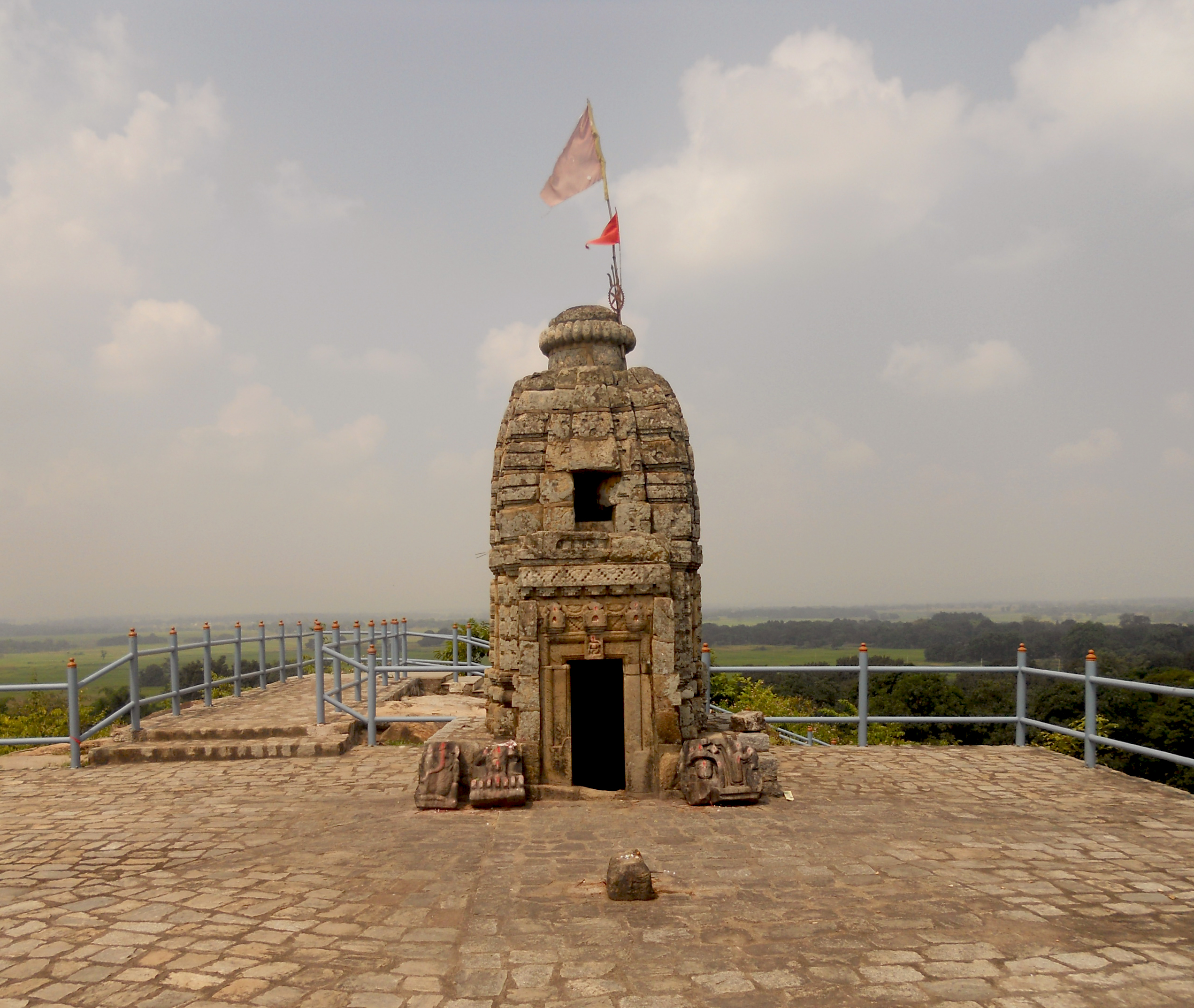
معبد خاكبارتا وهو معبد لعبادة شيفا يعود للقرن التاسع

زار الرحالة الصيني تشيونتسانغ المنطقة في القرن السابع، وذكر أنها أحد ممالك كارناسوفارنا ويحكمها الشاشانكا وتحدها مملكة ماجادا من الشمال وتشامبا من الشرق وماهندرا من الغرب وأوريسا من الجنوب.
حكم المنطقة عدة ممالك في العصور الوسطى مثل ناجفانشي وإمبراطورية بالا وخيرافالا ورامجاره راج وشيرو. من آثار إمبراطورية بالا الدير البوذي في هازارباج الذي بنيفي القرن العاشر. من أشهر من حكمها بهيم كارا أحد ملوك ناجفانشي والذي هزم سلالة راكسيل في سورجوجا عندما حالوا غزوا المنطقة.
غزا المغول المنطقة عدة مرات حتى دخلت بالامو في حكمهم في عهد السلطان أكبر عندما غزاها راجبوت راجا مانسينغ في عام 1574. غزا الجنرال خوخرا المنطقة في عهد ملك ناجفانشي مادو سينغ، كما غُزيت المنطقة في عهد دورجان شاه.
حكم الملك رام شاه نافراتانغاره من عام 1640 إلى عام 1663 وبني معبد كابيلناث عام 1643. وخلفه ابنه راغوناث شاه (آني ناث شاهدديو) الذي بنى معبد جاغاناث في رانشي عام 1691. وحكم الملك ميديني راي بالامو من 1658 إلى 1674. وامتد حكمه إلى مناطق في جنوب جايا وهازاريباغ وهاجم حاكم نافراتانغاره ومهراجا ناجفانشي من تشوتاناجبور. وحكم الشيرو بالامو واستمر حكمهم في القرن التاسع عشر حتى ضمت شركة الهند الشرقية المنطقة لحكمها.

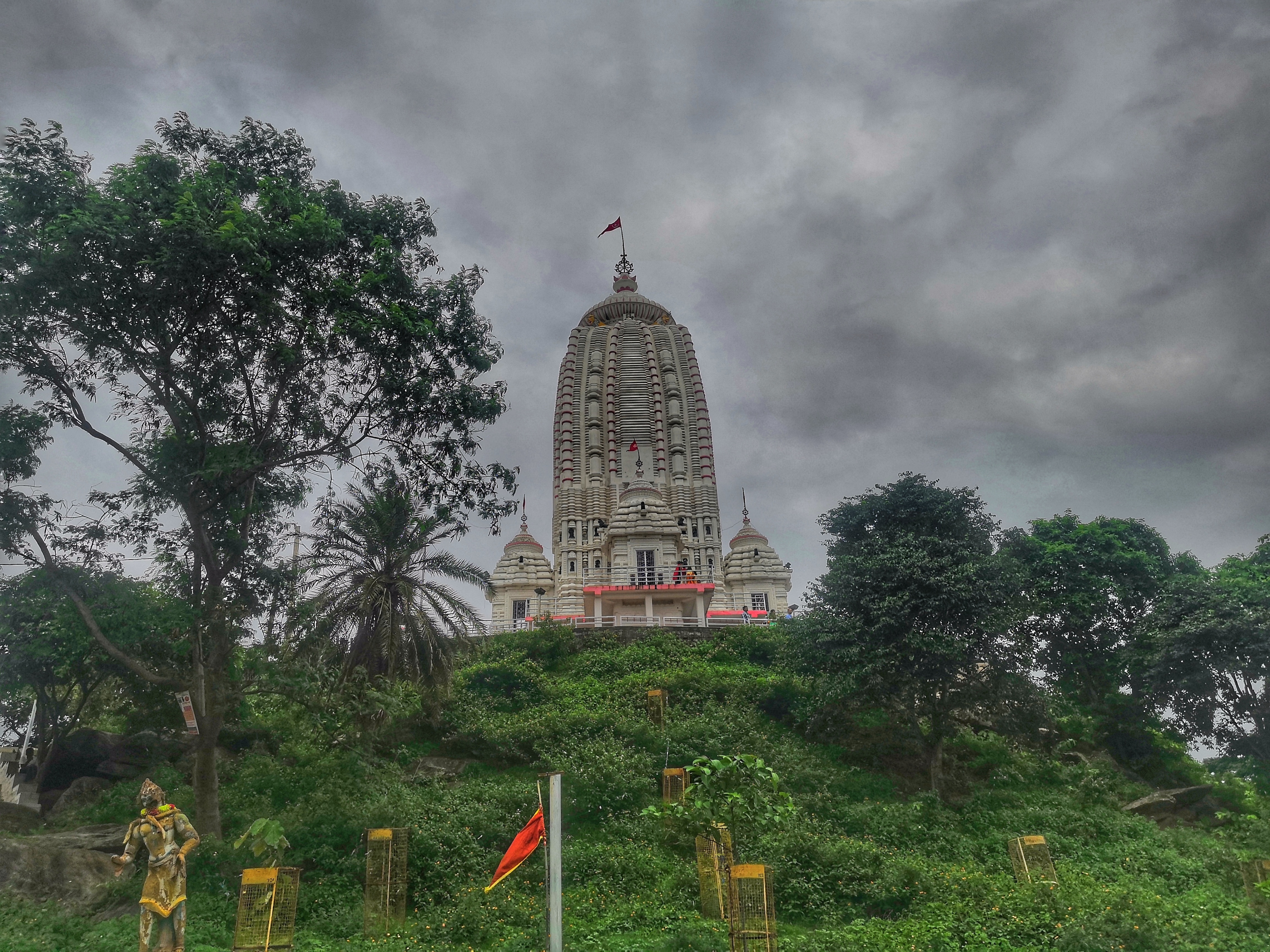
معبد جاغاناث في رانشي بناه الملك آني ناث شاهدديو
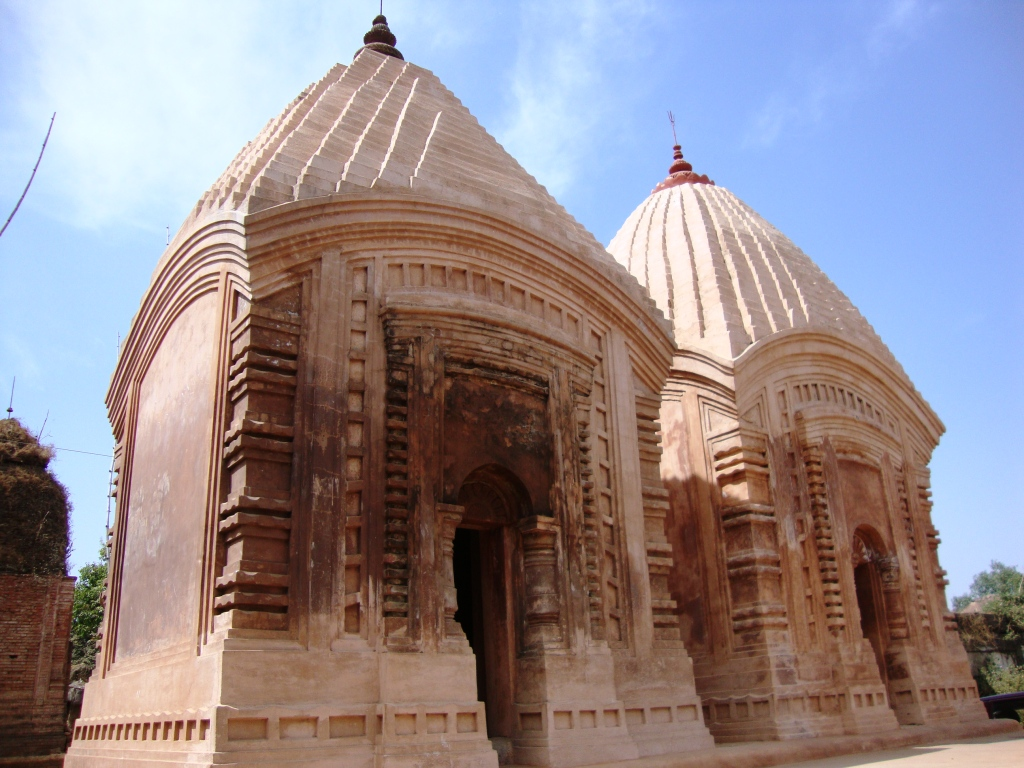
معابد مالوتي في دومكا
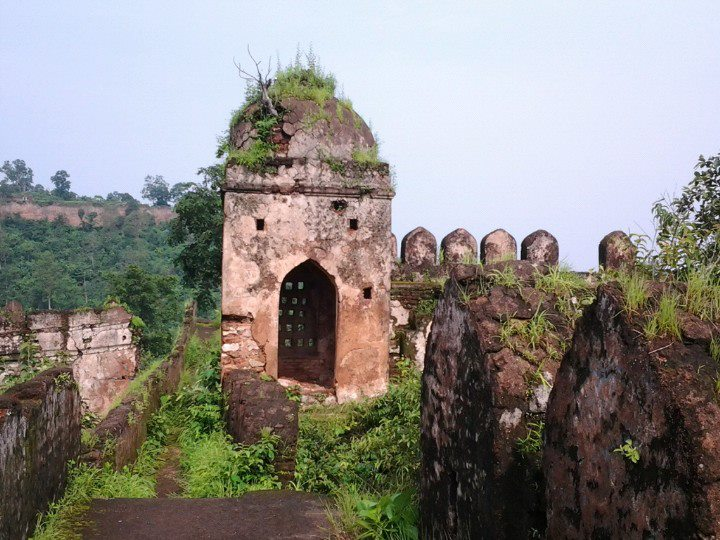
حصون بالامو  [لغات أخرى]‏
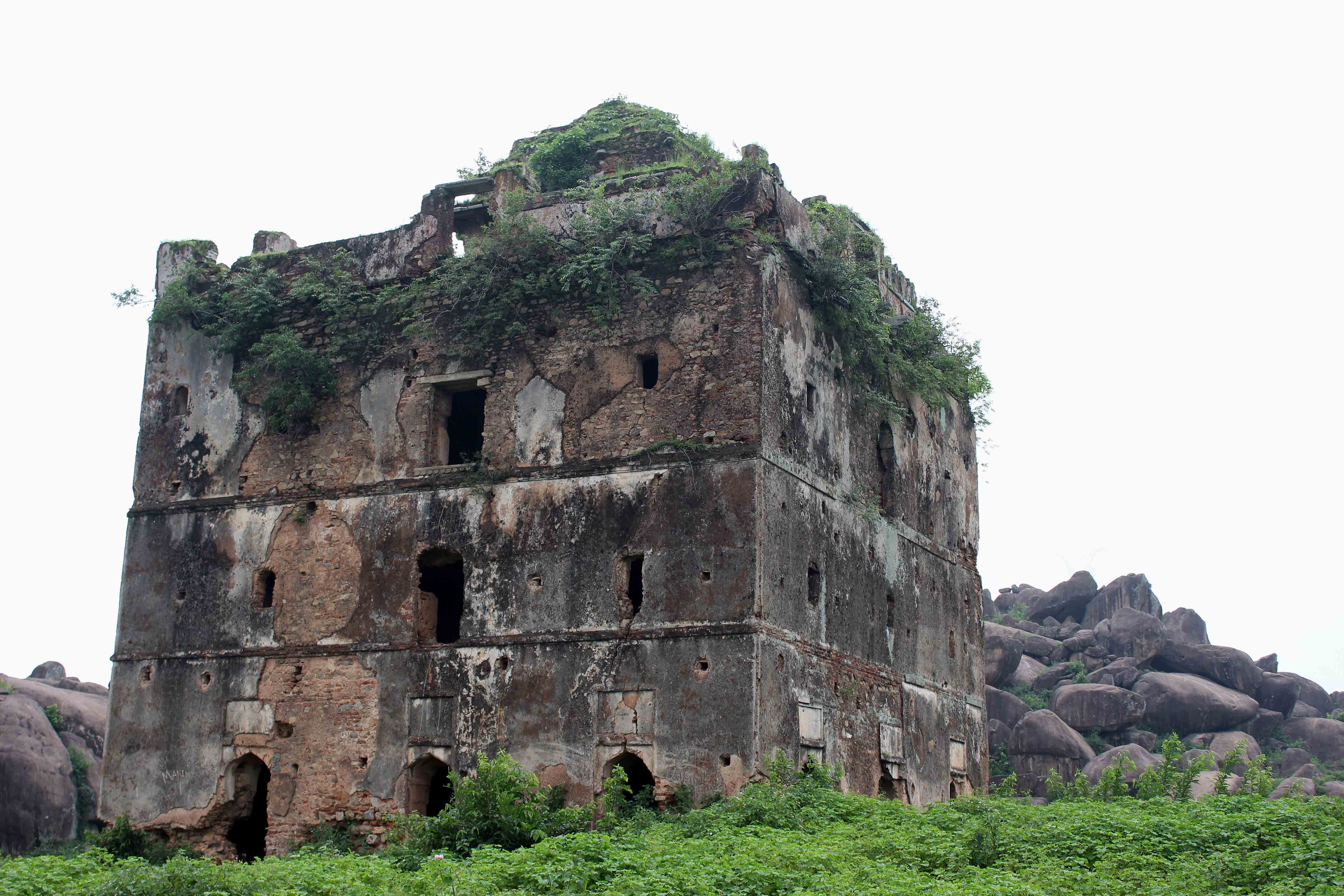
حصن نافراتانجاره

### الحكم البريطاني
ضمت شركة الهند الشرقية المناطق الخاضعة لملوك أسرة شيرو وسلالة ناجفانشي ورامجاره وخراجديها في القرن الثامن عشر، فمثلا ضمت خراجديها راجاس في عام 1809. أما الولايات الأميرية في هضبة تشوتا ناجبور التي كانت تتبع إمبراطورية مارثا فأصبحت تتبع شركة الهند الشرقية البريطانية بعد الحروب الإنجليزية المارثية.
أدى القهر والاستعمار وفرض الضرائب من شركة الهند الشرقية البريطانية إلى ثوران السكان المحليين، كان أولها تمرد شوار، أول ثورة ضد شركة الهند الشرقية البريطانية، بقيادة جاغاناث سينغ باتار في عام 1767 وثورة آل بوميجيس في 1769-1771 بقيادة سردار غاتوالز في دالبوم. وثار راغوناث ماهاتو في عام 1769. قاد تيلكا ماجي ثورة في عام 1771 ضد الملاكين والحكومة البريطانية، وهو زعيم باهريا في راج محل هيلز. وانتفضت قبائل بهوميج في مانبوم في عام 1779. قتلت عائلة أوراون في بارواي إقطاعي في سري نكر في عام 1807. ثار شعب موندا في فترة 1811 و1813. وحارب بختار ساي وموندال سينغ شركة الهند الشرقية البريطانية في عام 1812.

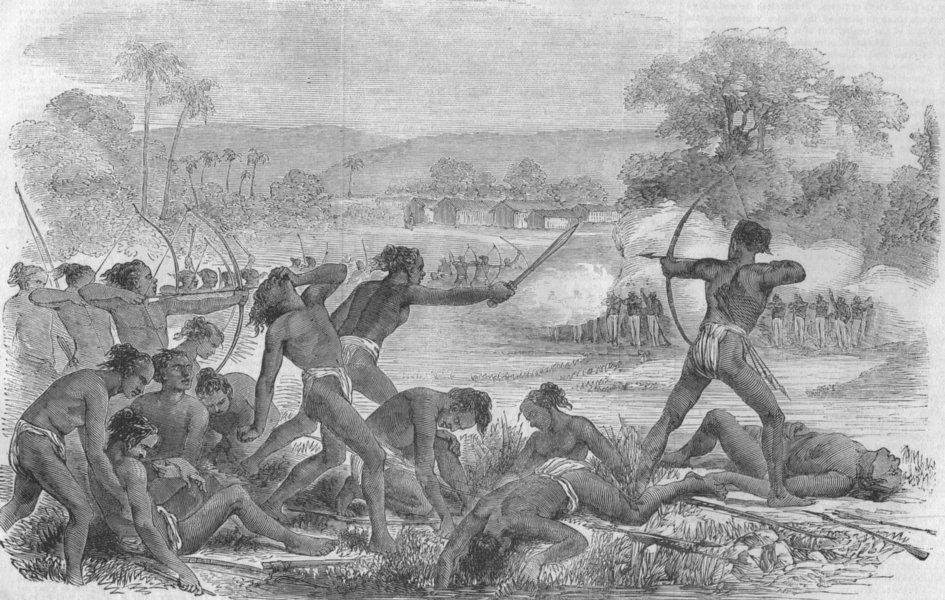
تمرد السانتال على شركة الهند الشرقية في عام 1855

ثار الهوس في سينغبهوم عام 1820 وحدثت ثورة كول عام 1832. وثار آل بوميج في عام 1832 تحت قيادة جانجا نارايان سينغ وعرف التمرد باسم تمرد بوميج. اندلع تمرد سانتال عام 1855 تحت قيادة الأخوين سيدو وكانهو.
شارك ثاكور فيشواناث شاهديو وباندي جانبات راي ثورة الهند سنة 1857. حارب المتمردين شركة الهند الشرقية في معركة شاترا. لعب تيكايت أومراو سينغ والشيخ بهخاري ونادر علي وجاي مانجال سينغ من أهل الولاية دورًا محوريًا في ثورة سنة 1857. بعد الثورة انتقل حكم شركة الهند الشرقية البريطانية إلى التاج البريطاني تحت حكم الملكة فيكتوريا، التي أُصبحت إمبراطورة الهند في عام 1876. تمرد التشيرو والخاروار مرة أخرى ضد البريطانيين في عام 1882. وكذلك شعب موندا بقيادة بيرسا موندا والتي أستمرت منذ عام 1895 حتى عام 1900.
نقل الراج البريطاني تبعية ولايات تشانغ بهاكار وجاشبور وكوريا وسورجوجا وأودايبور الناطقة بالهندية من رئاسة البنغال إلى حكومة المقاطعات الوسطى في أكتوبر 1905، في حين ألحقت ولايتي غانغبور وبانوناي الناطقتين باللغة الأوريا في مقاطعة أوريسا ولم يتبق سوى خرساوان وساريكيلا تحت حكم رئاسة البنغال.

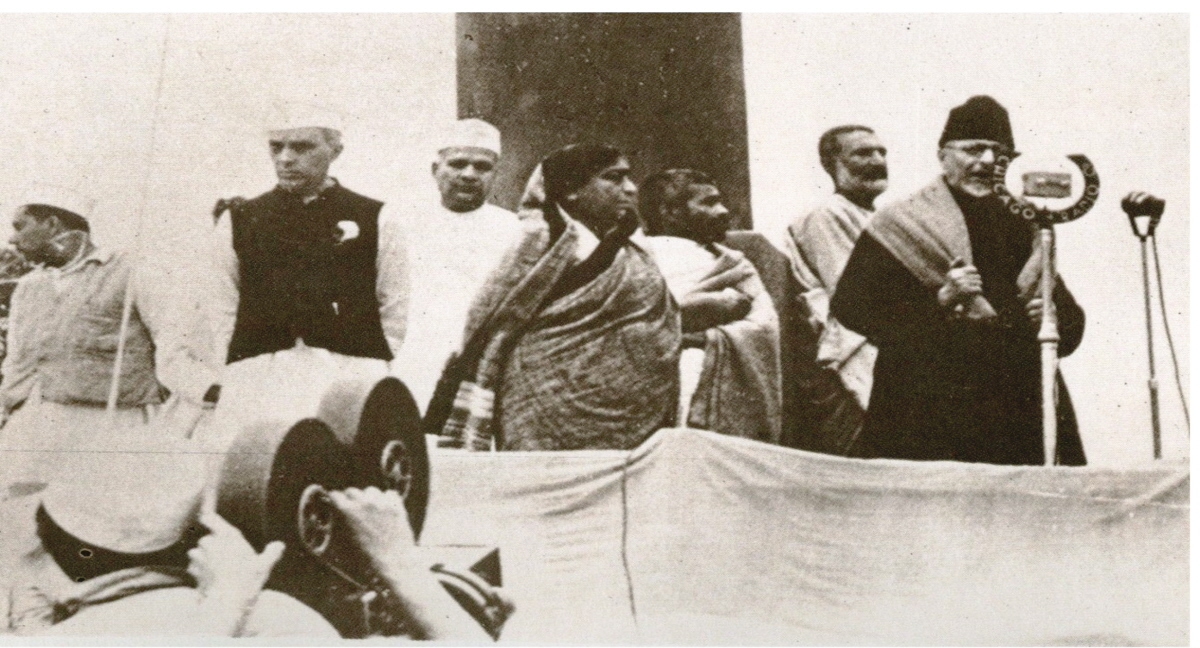
جواهر لال نهرو وجمالال باجاج وساروجيني نايدو وعبد الغفار خان ومولانا آزاد في اجتماع رامجاره عام 1940.

انعقدت الجلسة الثالثة والخمسون للمؤتمر الوطني الهندي في مارس 1940 برئاسة مولانا أبو الكلام آزاد في جاندا تشوك في رامجاره بالولاية. والتي اجتمع فيها مهاتما غاندي وجواهر لال نهرو وساردار فالاباي باتل وراجندرا براساد وساروجينى نايدو وعبد الغفار خان وأشاريا جي بي كريبالاني والصناعي جمالالال باجاج وغيرهم من قادة حركة الاستقلال الهندية. افتتح المهاتما غاندي أيضًا معرض خادي والصناعات الحرفية في رامجاره.

### ما بعد الاستقلال
أصبحت منطقة الولاية جزء من دمينيون الهند بعد الاستقلال عام 1947. أصبحت تشانغباكار وجاشبور وكوريا وسورجوجا وأودايبور جزءًا من ولاية مدهيا برديش وأصبحت جانجبور وبوناي جزء من ولاية أوريسا وخراسوان وسارايكيلا جزءًا من ولاية بهار. بدأت مطالب إنشاء ولاية جاركند في عام 1928 عندما طالب أوناتي ساماج، الجناح السياسي لاتحاد القبائل المسيحية بولاية منفصلة وقدم مذكرة إلى لجنة سيمون لتشكيل دولة قبلية في شرق الهند. كما طالب زعماء بارزون مثل جايبال سينغ موندا ورام نارايان سينغ بولاية منفصلة. قدم حزب جاركند بقيادة جايبال سينغ موندا مذكرة إلى لجنة إعادة تنظيم الولاياتفي عام 1955 لإنشاء ولاية جاركند منفصلة تضم المنطقة القبلية في جنوب بيهار، ولكن رفض الاقتراح بسبب وجود العديد من اللغات بالمنطقة وعدم وجود لغة مشتركة بها.
في وقت لاحق دعم شعب السادان وهم السكان الأصليون حركة إقامة دولة منفصلة. أسس بينود بيهاري ماهاتو وشيبو سورين وأيه كيه روي حركة جاركند موكتي مورتشا في عام 1972 وأسس نيرمال ماهتو اتحاد طلاب كل جاركند، وكلهم شاركوا في حركة إنشاء ولاية جاركند. بدأت لجنة تنسيق جاركند (JCC)، المكونة من رام ديال موندا وبي بي كشري وبينود بيهاري ماهاتو وسانتوش رانا وسوراج سينغ بيسرا بمبادرة جديدة وحاولت التنسيق بين الأطراف المختلفة. أرسل كشري مذكرة للحكومة لتشكيل ولاية جاركند في عام 1988. ثم ترأس لجنة تنسيق جاركند رام راتان رام الذي حث راجيف غاندي على الاهتمام بالقضية المطروحة.
قرر حزب بهاراتيا جاناتا بقيادة أتال بيهاري فاجبايي ولال كريشنا أدفاني ومورلي مانوهار جوشي في يوليو 1988 دعم المطالبة بولاية فاناتشال التي تضم منطقة الغابات في جمشيدبور في جنوب بهار. نظم قادة حركة فاناتشال إندير سينغ نامداري وسامريش سينغ ورودرا براتاب سارانجي قادة حركة فاناتشال عدة مسيرات لدعم إنشاء الولاية.
شكلت الحكومة المركزية لجنة بشأن مسألة جاركند في عام 1989، وشددت على الحاجة إلى تخصيص المزيد من أموال التنمية للمنطقة. كانت هناك شروط خاصة للحكم الذاتي في تلال ولاية آسام . أما المناطق القبلية الأخرى فقد شملتها اللائحة الخامسة من الدستور. شكلت مجالس تنمية تشوتاناجبور وسانتال بارجانا برئاسة رئيس وزراء ولاية بيهار آنذاك بموجب أحكام الجدول الخامس في عام 1972. لكن فشلت المباردة في تحقيق النتيجة المرجوة. أرادت حركة جاركند موكتي مورتشا المزيد من الحكم الذاتي على عكس إرادة كان اتحاد طلاب كل جاركند، وبسبب الخلافات انفصلت هذه الأحزاب عن بعضها البعض. تحول اتحاد طلاب عموم جاركند إلى العنف ودعا إلى مقاطعة الانتخابات بينما عارض جاركند موكتي مورشا ذلك. مُرر مشروع قانون مجلس الحكم الذاتي لمنطقة جاركند في المجلس التشريعي لولاية بهار في ديسمبر 1994 ومنح مجلس الحكم الذاتي لمنطقة جاركند المسؤولية عن أربعين مجالًا تشمل الزراعة والصحة الريفية والأشغال العامة والصحة العامة والمعادن. يتمتع المجلس بسلطة التوصية بالتشريعات إلى الجمعية العامة من خلال حكومة الولاية ووضع اللوائح.
عندما كانت حركة المطالبة بولاية منفصلة تنهار في عام 1988 قاد القاضي لال بينجلي ناث شاهديو الحركة. قررت حكومة الاتحاد في عام 1998 إرسال مشروع القانون المتعلق بتشكيل ولاية جاركند إلى الجمعية التشريعية في ولاية بهار التي قال لها لالو براساد ياداف إن الولاية ستنقسم ولو على جثته. اجتمع ما مجموعه 16 حزب سياسي منهم حزب بهاراتيا جاناتا وجاركند موكتي مورتشا واتحاد طلاب كل جاركند والمؤتمر الوطني الهندي في لجنة واحدة هي "لجنة تشكيل الدولة المنفصلة لجميع الأحزاب". كان من المقرر أن يُصوت على قانون جاركند في 21 سبتمبر 1998 في المجلس التشريعي لولاية بيهار. في ذلك اليوم دعت اللجنة بقيادة شاهديو إلى تنظيم مسيرة احتجاجية ونزل الآلاف من أنصار الولاية إلى الشوارع بقيادة شاهديو، الذي قبض عليه واحتجز في مركز للشرطة لساعات مع العديد من أنصاره.
وعد حزب بهاراتيا جاناتا بتشكيل ولاية فاناتشال منفصلة إذا فاز في انتخابات ولاية بهار بأغلبية الأصوات في عام 1999. أخيرًا وبدعم من كل من حزب التجمع من أجل العدالة والتنمية والمؤتمر الوطني وافق الائتلاف الحاكم في ولاية بهار بقيادة حزب بهاراتيا جاناتا على مشروع قانون إعادة تنظيم ولاية بيهار. ووافق لوك سابها على لقانون يوم 2 وراجيا سابها في 11 أغسطس. لذ أنشئت ولاية فاناتشال التي تضم قسم تشوتا ناجبور وقسم سانثال بارجانا في جنوب بهار. شكل التحالف الديمقراطي الوطني الحكومة وأصبح بابولال ماراندي رئيس الوزراء، وفي وقت لاحق غير اسم الولاية من فانشال إلى جاركند. أدى بابولال ماراندي اليمين كرئيس للوزراء في 15 نوفمبر 2000 في ذكرى ميلاد الزعيم القبلي بيرسا موندا.
لا تزال ديناميكيات الموارد وسياسات التنمية تؤثر على الهياكل الاجتماعية والاقتصادية في جاركند التي اقتطعت من الجزء الجنوبي المتخلف نسبيًا من ولاية بهار. بلغ عدد سكان الولاية في تعداد عام 1991 أكثر من 20 مليون نسمة، 28% منهم قبليون و12% من الطوائف المجدولة. في جاركند 24 منطقة و32,620 قرية 45% منها فقط متصلة على الكهرباء بينما 8,484 فقط متصلة بشبكة الطرق. جاركند هي المنتج الرئيسي للثروة المعدنية في البلاد بعد ولاية جتسغار حيث فيها بمجموعة واسعة من المعادن مثل خام الحديد والفحم وخام النحاس والميكا والبوكسيت والجرافيت والحجر الجيري واليورانيوم. تشتهر جاركند أيضًا بمواردها الحرجية الشاسعة.

### تمرد الناكسال
كانت جاركند أحد مناطق انتشار تمرد ناكساليت ذو التوجيه الماوي. منذ بداية التمرد في عام 1967 قُتل 6000 شخص في القتال بين الناكساليت وقوات مكافحة التمرد مثل الشرطة والجماعات شبه العسكرية مثل سلوى جودوم. فكانت جاركند جزء من الممر الأحمر للتمرد الي انتشر على مساحة 92.000 كيلومتر مربع، قدرت قوات المتمردين بقرابة 20 ألفًا. سببه امتلاك الدولة لوفرة من الموارد الطبيعية بينما لا يستفيد منها شعبها الذي يعيش في فقر مدقع وعوز.

## الجغرافيا

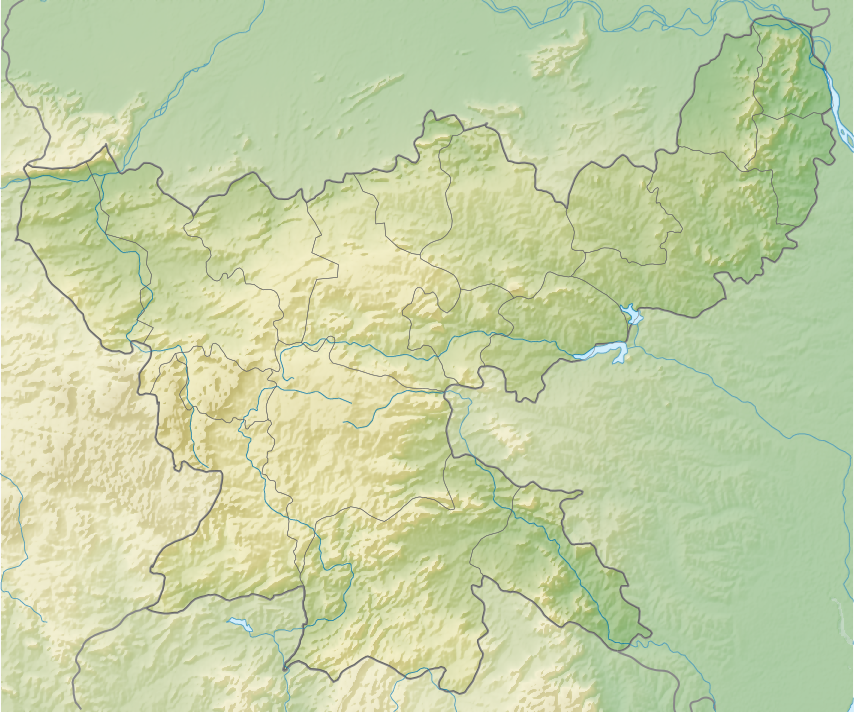
خريطة طبوغرافية للولاية

تقع جاركند في الجزء الشرقي من الهند وتحدها ولاية البنغال الغربية من الشرق وجتسغار وأتر برديش من الغرب وبهار من الشمال وأوديشا من الجنوب. تبلغ مساحة جاركند حوالي 79,716 كيلومتر مربع (30,779 ميل2) أي ما يقرب من 7.80% من مساحة الهند. يقع جزء كبير من جاركند على هضبة تشوتا ناجبور وتمر العديد من الأنهار منها مثل أنهار دامودار وكويل الشمالي وبركار وكويل الجنوبي وسانخ وسوبارناريخا. لا يزال جزء كبير من ولاية جاركند محاطًا بالغابات.

### المناخ
يتراوح مناخ جاركند من مناخ رطب شبه مداري في الشمال إلى مناخ مداري قاري في الجنوب الشرقي. يستمر صيفها من منتصف أبريل إلى منتصف يونيو. أكثر شهورها حرارة هو مايو الذي ترتفع فيه درجة الحرارة القصوى إلى 37 °م (99 °ف) ودرجة الحرارة الدنيا إلى حوالي 25 °م (77 °ف). تجلب الرياح الموسمية الجنوبية الغربية من منتصف يونيو إلى أكتوبر كل أمطار الولاية تقريبًا والتي تتراوح من حوالي 1,000 مـم (40 بوصة) في الجزء الغربي الأوسط من الولاية إلى أكثر من 1,500 مـم (60 بوصة) في الجنوب الغربي. ما يقرب من نصف هطول الأمطار السنوي يكون في شهري يوليو وأغسطس. ويستمر فصل الشتاء من نوفمبر إلى فبراير. تتراوح درجات الحرارة في رانشي في ديسمبر عادةً بين 10–24 °م (50–75 °ف). ويستمر فصل الربيع من منتصف فبراير إلى منتصف أبريل.

### النباتات والحيوانات
يوجد في جاركند مجموعة متنوعة من النباتات والحيوانات، في الولاية محميات بالامو للنمور والتي فيها مئات الأنواع من النباتات والحيوانات، كما هو مبين كالآتي: الثدييات (39 نوع) والثعابين (8) والسحالي (4) والأسماك (6) والحشرات (21) والطيور (170) والنباتات والأشجار الحاملة للبذور (97) والشجيرات والأعشاب (46) والطفيليات وشبه الطفيليات (25) والأعشاب والخيزران (17).

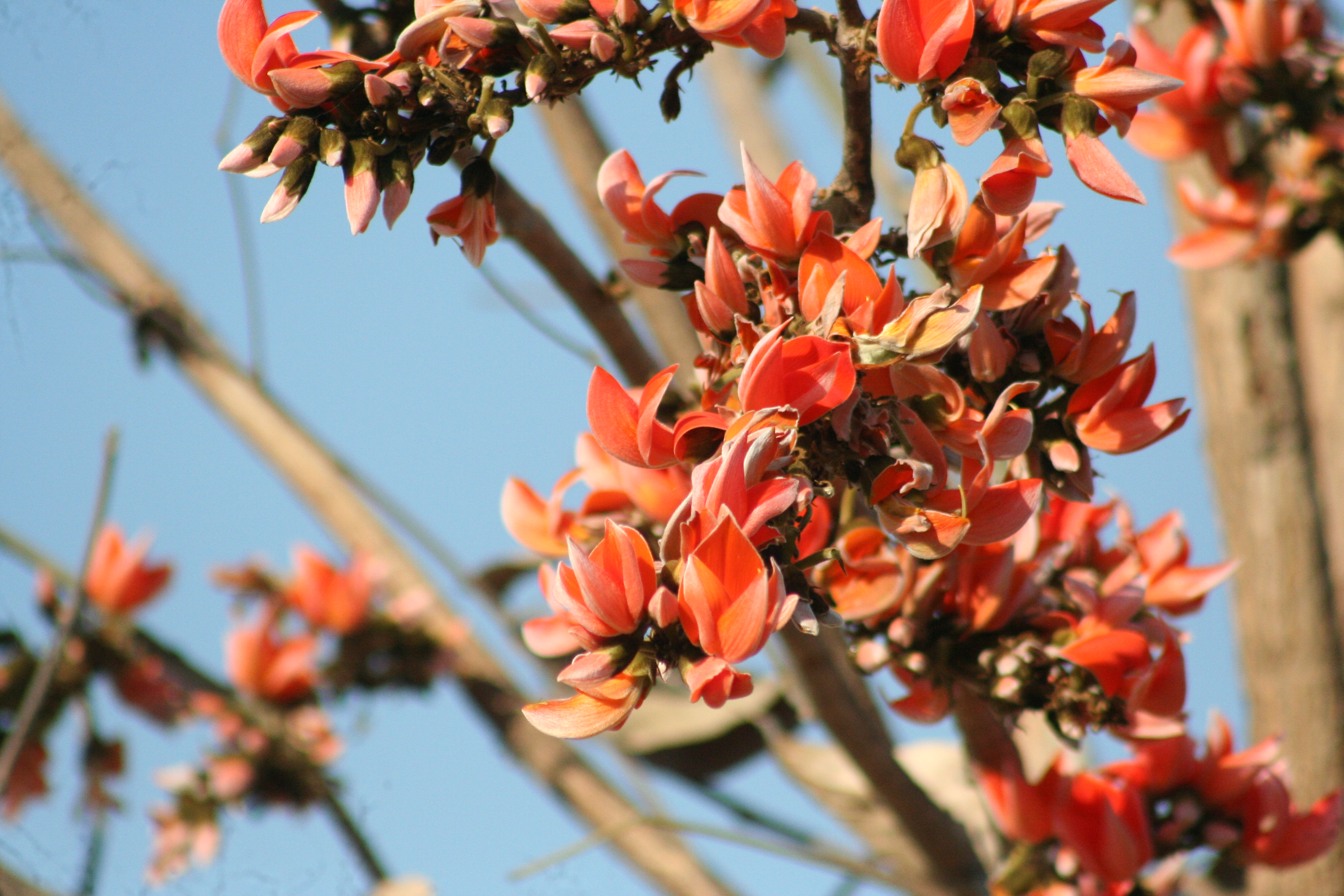
زهور بالاش الحمراء والتي تزين جاركند في فصل الخريف
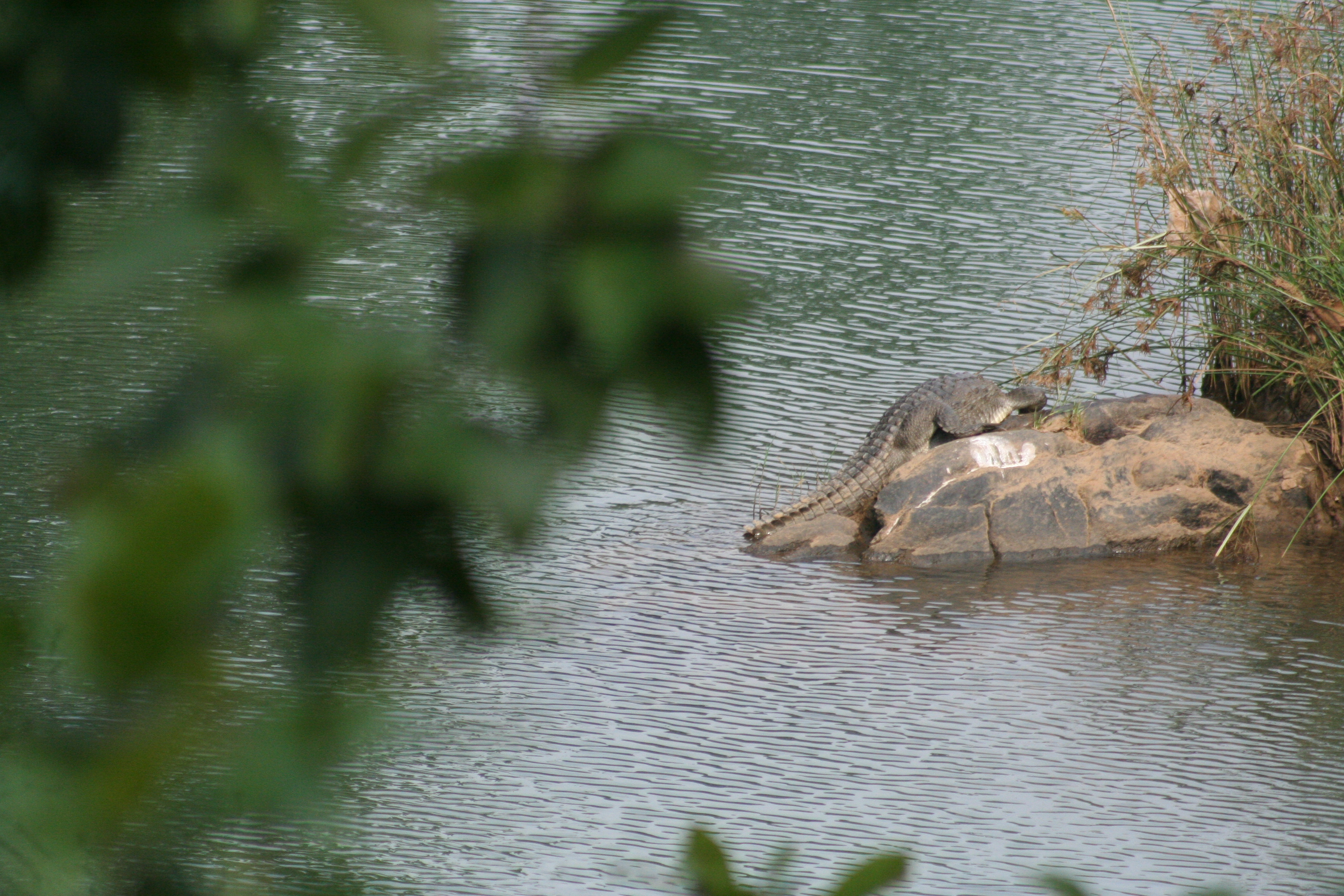
تمساح في مركز موتا لتربية التماسيح في أورمانجي في رانشي
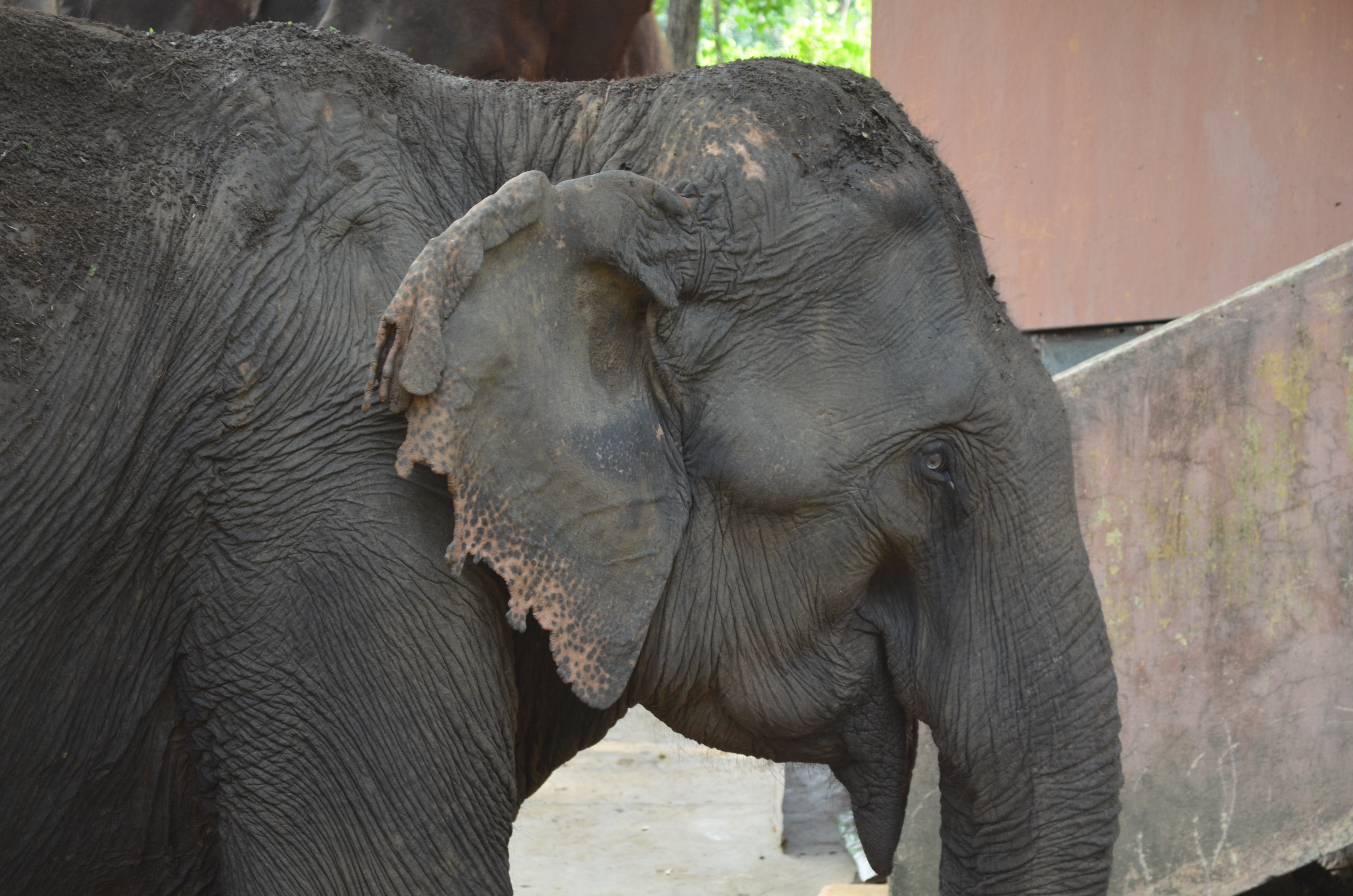
أنثى فيل هندي في محمية دلما للحياة البرية في جاركند

## السكان
يبلغ عدد سكان جاركند 32.96 مليون نسمة في تعداد 2011، منهم 16.93 مليون ذكر و16.03 مليون أنثى. تبلغ نسبة الجنس 947 أنثى إلى 1000 ذكر. بلغ معدل معرفة القراءة والكتابة في الولاية 67.63%، أعلى معدلات القراءة في منطقة رانشي بنسبة 77.13% وأقلها في منطقة باكور الريفية بنسبة 50.17%. في التركيبة السكانية الاجتماعية، يبلغ عدد أفراد الطوائف المجدولة 3,985,644 (12.08%) والقبائل المجدولة 8,646,189 (26.21%) في جاركند، ويتركزون في الغالب في المنطقة الجنوبية الغربية سيمديجا (78.23%) وخونتي (77.77%) ومنطقة جوملا (72.11%) وغرب سينغبوم (71.1%) ولاثار (66.85%) وفي منطقة لوهاردجا (60.21%).

### اللغات
لغات جهارخاند (2011)

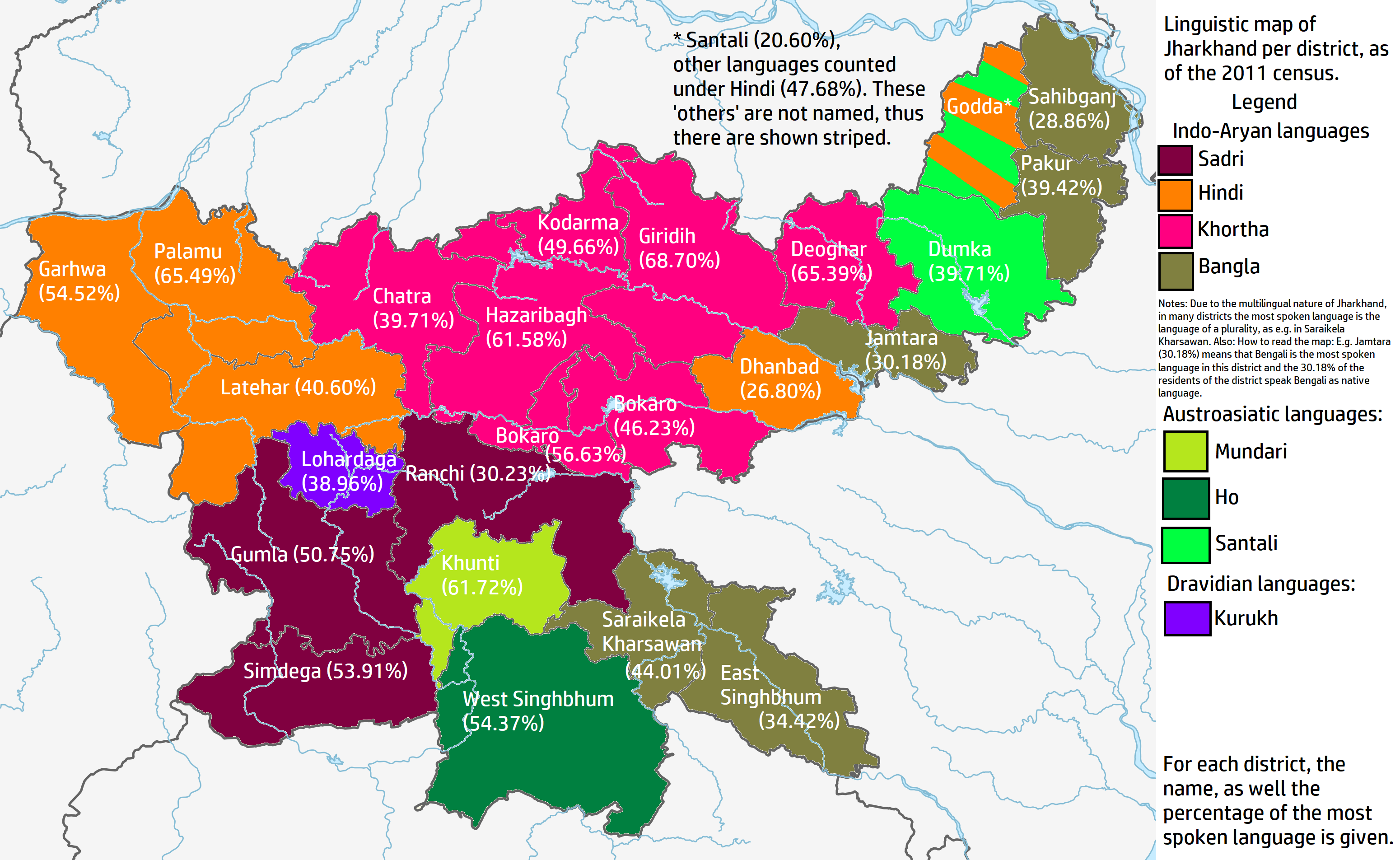
خريطة توضح اللغات االأكثر تحدثا في مناطق الولاية.

تتميز جاركند بالتنوع اللغوي، حيث يوجد متحدثون باللغات الهندية الآرية والدرافيدية والأستروآسيوية. ومن بين تلك اللغات اللغة الرسمية بالولاية هي اللغة الهندية، بالإضافة إلى لغات إقليمية مثل اللغة السادرية واللغة الخورتية واللغة الكورمالية ولغة ماجادهي واللغة البوجبورية. منحت الولاية وضع لغة رسمية إضافية إلى اللغة الأنجيكية اللغة البنغالية واللغة البوجبورية وBhumij واللغة الهويوية وKharia وKurukh واللغة الخورتية واللغة الكورمالية ولغة ماجادهي واللغة المايثيلية وMundari واللغة السادرية ولغة الأوريا واللغة السنتالية واللغة الأردية.

### الدين
الدين في جهارخاند (2011)

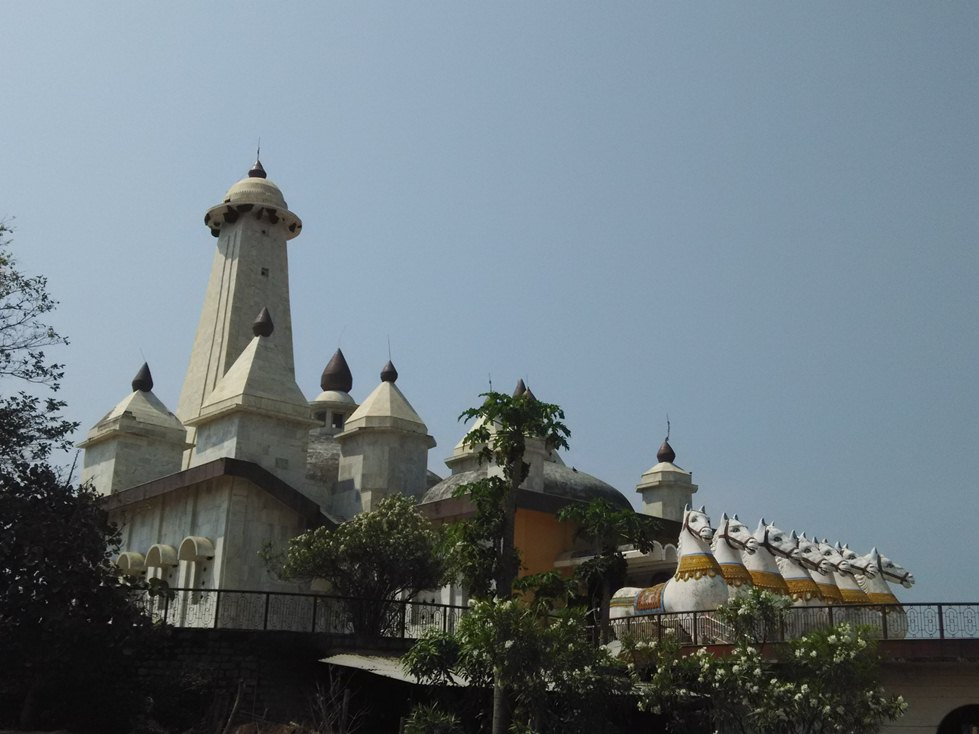
معبد الشمس في رانشي؛ الهندوسية هي أكبر ديانة في الولاية

ذكر تعداد عام 2011 أن الهندوسية هي ديانة الأغلبية في الولاية بنسبة 67.8% يليها الإسلام بنسبة 14.5% والمسيحية بنسبة 4.3%. أما الديانات غير المصنفة فأغلبهم أتباع السارنية التي تمثل 12.8% من السكان.
يشكل الهندوس أغلبية في 19 من أصل 24 منطقة في ولاية جاركند. تشكل المسيحية الأغلبية في منطقة سيمدجا (51.04٪). تشكل السارنية الأغلبية في منطقة لوهاردجا (51.01%) وغرب سينغبوم (62.29%) والتعددية في منطقة جوملا (44.62%) وخونتي (45.37%). توجد أعلى نسب للمسلمين في منطقة باكور حيث يشكلون 35% ومنطقة ساهيباجني بنسبة 34% من السكان.

## الحكومة
يعين رئيس الهند رئيس الولاية وهو منصب شرفي، وتقع السلطة التنفيذية على عاتق رئيس الوزراء ومجلس الوزراء. يقوم الحزب السياسي أو ائتلاف الأحزاب السياسية التي تتمتع بالأغلبية في الجمعية التشريعية بتشكيل الحكومة. رئيس بيروقراطية الولاية هو السكرتير الأول. توجد جميع فروع الحكومة في عاصمة الولاية رانشي.

### المناطق الإدارية
شُكلت الولاية من 18 مقاطعة كانت في السابق جزءًا من جنوب ولاية بيهار. وعيد تنظيم بعض هذه المناطق لتشكل 6 مناطق جديدة وهي لاهار وسرايكيلا خرساوان وجامتارا وباكور وخونتي ورامجاره. في الوقت الحاضر، تتكون الولاية من 5 أقسام و24 مقاطعة. جميع مناطق الولاية باستثناء منطقتي لوهارداجا وخونتي يشتركون في الحدود مع ولاية مجاورة.
| - Palamu division - Garhwa - بالامو - Latehar | - North Chotanagpur division - Chatra - منطقة هازارباج - Giridih - منطقة كودرما - Dhanbad - بوكارو - منطقة رامجره | - South Chotanagpur division - منطقة رانشي - منطقة لوهاردجا - منطقة جوملا - Simdega - Khunti | - Kolhan division - غرب سينغبوم - سيركلا خرسوان - شرق سينغبوم | - Santhal Pargana Division - Deoghar - Jamtara - Dumka - منطقة جوددا - منطقة باكور - منطقة ساهيباجني |

### المدن الكبرى
أكبر المدن في جاركند
(تقديرات تعداد الهند لعام 2011)
| الرتبة | المدينة           | المقاطعة    | تعداد السكان | الرتبة | المدن        | المقاطعة       | تعداد السكان |  |
| ------ | ----------------- | ----------- | ------------ | ------ | ------------ | -------------- | ------------ |  |
| 01     | جمشيدبور          | شرق سينغبوم | 1,339,438    | 06     | Phusro       | بوكارو         | 186,139      |  |
| 02     | دانباد            | Dhanbad     | 1,196,214    | 07     | Hazaribagh   | منطقة هازارباج | 153,595      |  |
| 03     | رانشي             | منطقة رانشي | 1,126,741    | 08     | منطقة جيريده | Giridih        | 143,630      |  |
| 04     | Bokaro Steel City | بوكارو      | 564,319      | 09     | Ramgarh      | منطقة رامجره   | 132,441      |  |
| 05     | دوغار             | Deoghar     | 203,123      | 10     | Medininagar  | بالامو         | 120,325      |  |

## الاقتصاد

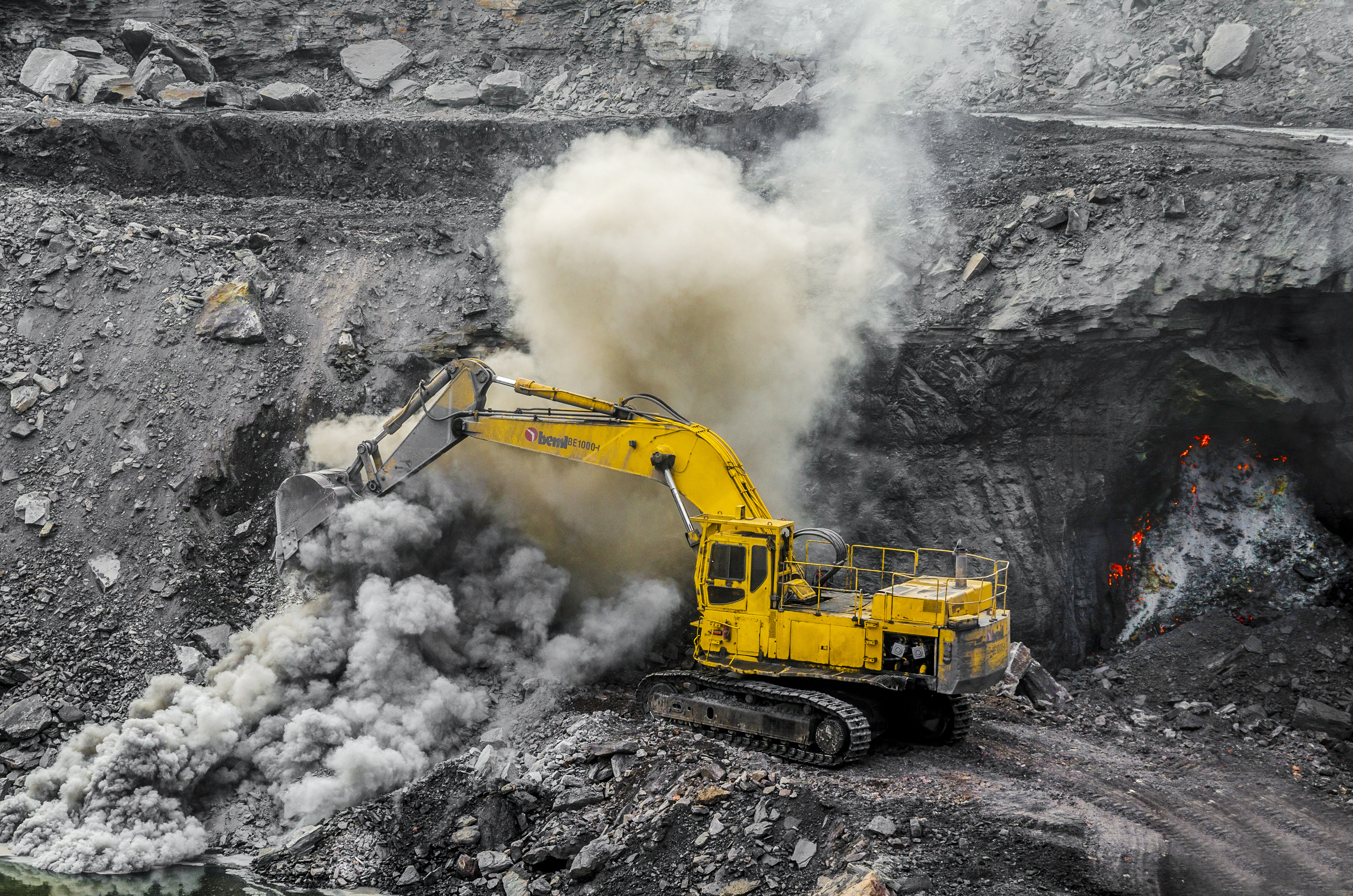
تعدين الفحم في الهواء الطلق في دانباد

يقدر الناتج المحلي الإجمالي لجارخاند بـ 3.83 لك كرور روبية هندية (64 مليار دولار أمريكي) في العام المالي 2020–21. كان نصيب الفرد من الناتج المحلي الإجمالي في جاركند في 2018-2019 هو 82430 روبية هندية (1٬400 دولار أمريكي). تمتلك جاركند موارد معدنية هائلة تتراوح من خام الحديد (الرابعة على البلاد) والفحم (الثالث) وخام النحاس (الأولى) والميكا (الأولى) والبوكسيت (الثالث) والمنغنيز والحجر الجيري والطين الحراري والجرافيت (الثامن) والكينيت (الأولى) والكروميت (الثاني) والأسبستوس (الأول) والثوريوم (الثالث) والسيليمانيت واليورانيوم (مناجم جادوغودا وناروا باهار) (الأولى) والذهب (السادس) والفضة وعدة معادن أخرى. تدعم الرواسب الكبيرة من الفحم وخام الحديد الصناعة في جامشيدبور ودانباد وبوكارو ورانشي. أحد أشهر شركات بالولاية شركة تاتا ستيل وهي إحدى الشركات المدرجة في بورصة NSE NIFTY 500 والتي يوجد مكتبها الرئيسي ومصنعها في تاتاناجار بالولاية.
أنشأت حكومة جاركند شركة جاركند لتطوير المنسوجات والحرف اليدوية في فبراير 2006 لكي تعزز تربية دودة القز والنسيج المحلي والتسويق الأوسع لهذه المنتجات. الزراعة هي أحد الأنشطة الرئيسة في الولاية فينتج المزارعون في جاركند العديد من المحاصيل مثل الأرز والقمح والذرة والبقول والبطاطس والخضروات مثل الطماطم والجزر والملفوف واليقطين والبابايا. وتشمل الصناعات الهامة الأخرى الصناعة المنزلية وتكنولوجيا المعلومات.

## الثقافة

### المطبخ
الأطعمة الأساسية في مطبخ الولاية هي الأرز والدال والخضروات والدرنة. تستخدم التوابل باعتدال في المطبخ، تشمل الأطباق الشهيرة تشيلكا روتي ومالبوا وبيثا ودوسكا وأرسا روتي ودودهاوري وباني بوري. يستخدم الخيزران وأوراق شجر المونجا وأشجار كوينار في أطباق هذا المطبخ.
يشتهر بين سكان الولاية شرب بيرة الأرز الكحولية ويرتبط المشرب بثقافة السكان الأصليين حيث يشرب هذا المشروب الرجال والنساء في المناسبات الاجتماعية مثل الزواجات والأعياد. يوجد مشروب آخر شائع يسمى ماهوا دارو ويصنع من زهور شجرة ماهوا.

### الرقص الشعبي

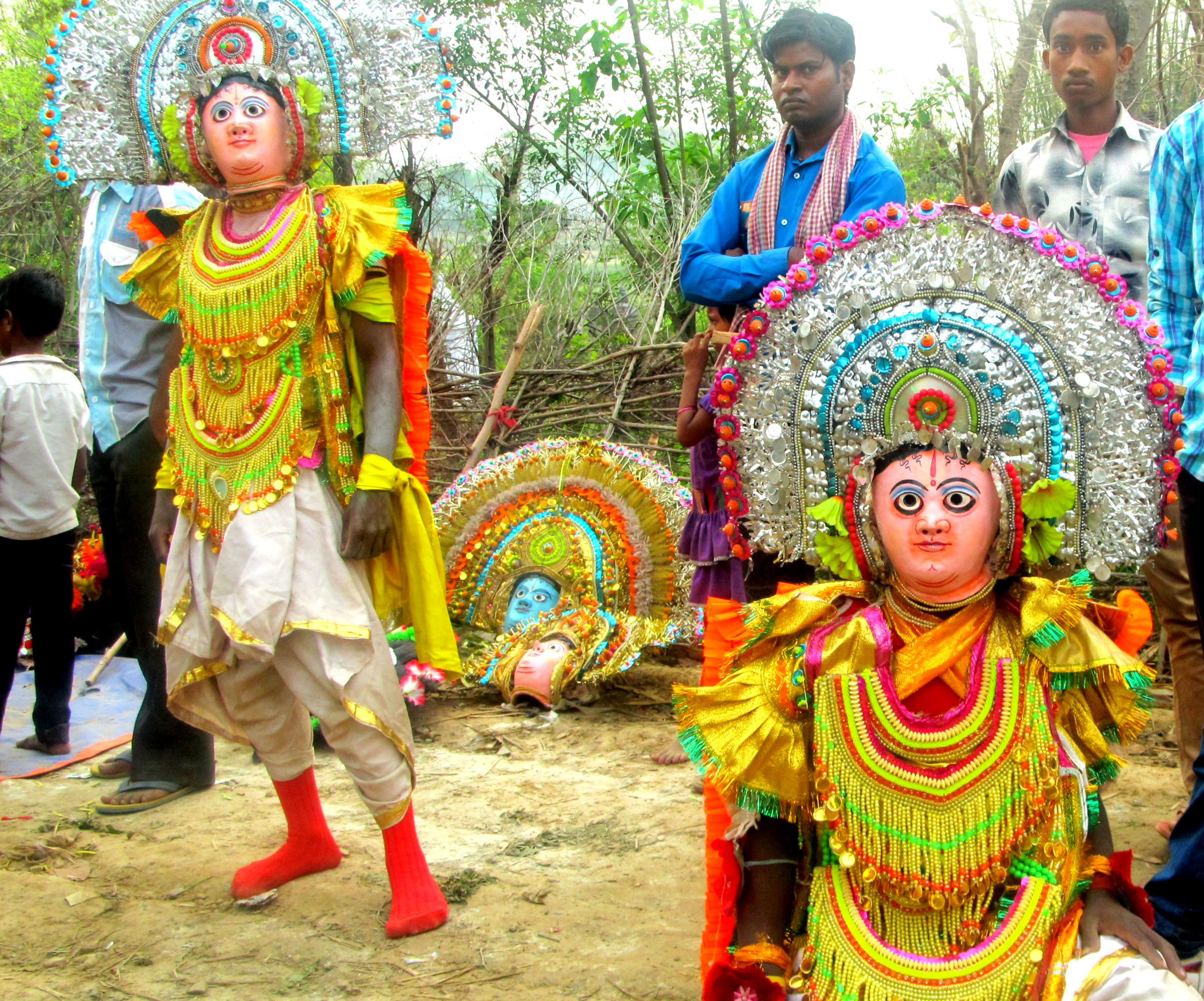
راقصو تشاو في قرية بالولاية

هناك العديد من الرقصات الشعبية في جاركند مثل: جومير ومارداني جومار وجاناني جومار ودومشاش وفينساريا وجومتا وفاغوا وأنجناي وبايكي وتشاو وفيركال ورقصة شعب موندا وشعب السنتال.

### المهرجانات
المهرجانات المحلية الرئيسة في جاركند هي سارهول وباها باراب وكرم باراب وماجى باراب وسهراي وباندا وتوسو ومكار سانكرانتي وناواخاني ودورجا بوجا وجيتيا وماناسا ودوسيهرا وراث ياترا وساراسواتي بوجا وفاغوا ومهرجان سندرا.

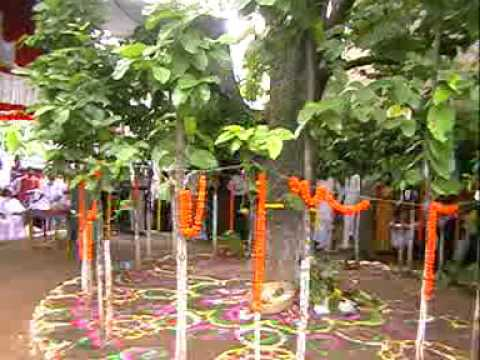
مهرجان كرم باراب في جاركند
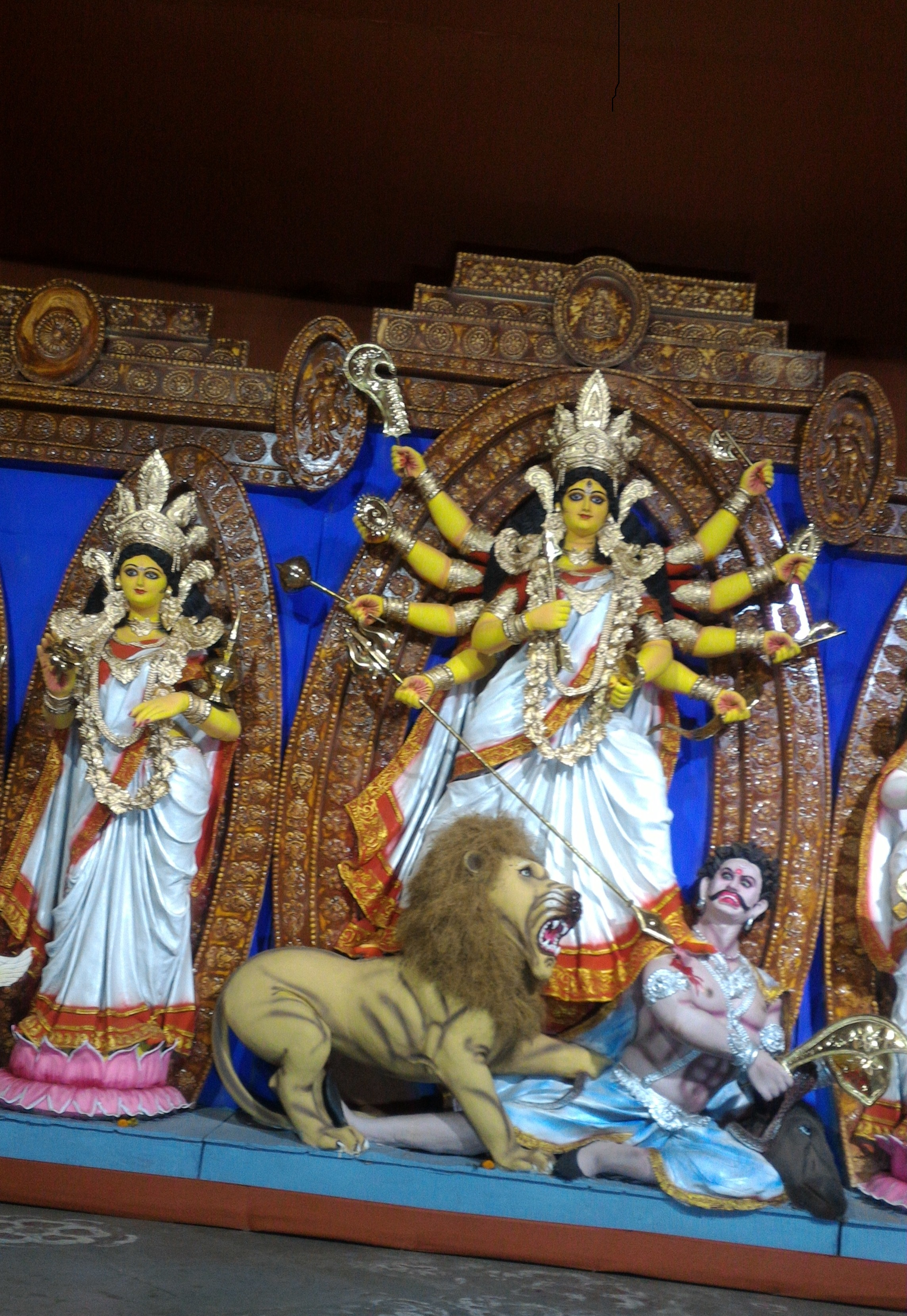
دورجا بوجا في جاركند

### الرسم

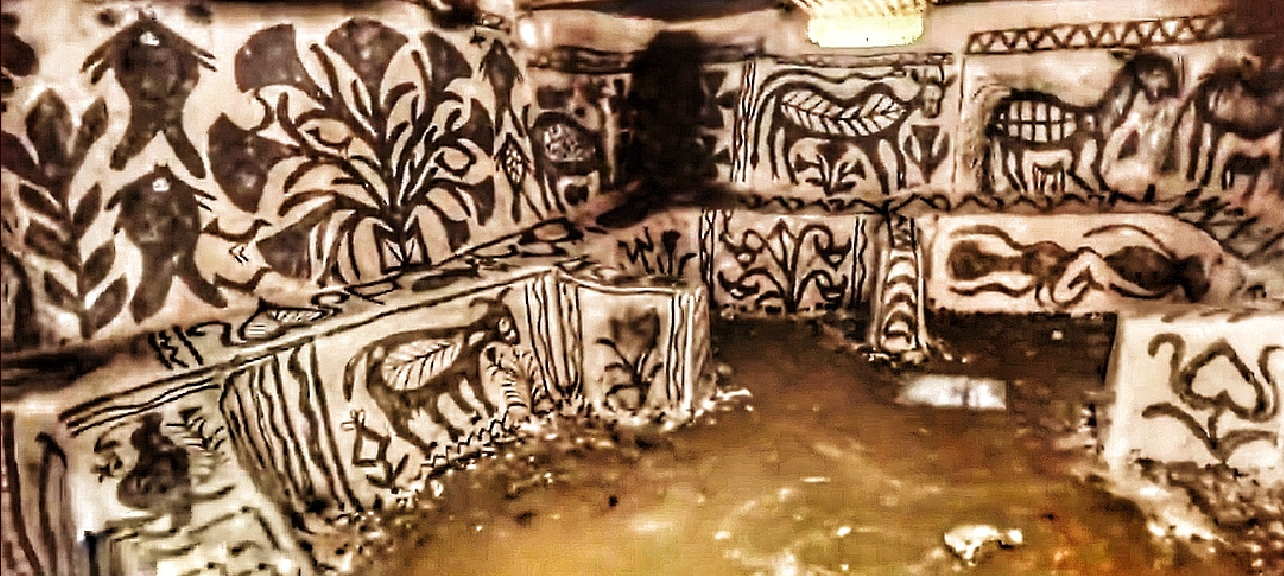
طريقة رسم سهراي جاركند

في الولاية طريقتين للرسومات التقليدية هما سهراي وخفار وهما أحد أشكال الفن الجداري الذي تمارسه النساء. يستخدم رسم سهراي تقليديًا في مهرجان حصاد سهراي ورسم خفار في حفلات الزفاف.

### السينما
ينتج في جاركند العديد من الأفلام باللغات الإقليمية والقبلية مثل الناجبورية والخورتية والسنتالية والهويوية والكوروخية. تُعرف صناعة السينما في ولاية جاركند باسم جوليوود.

## النقل

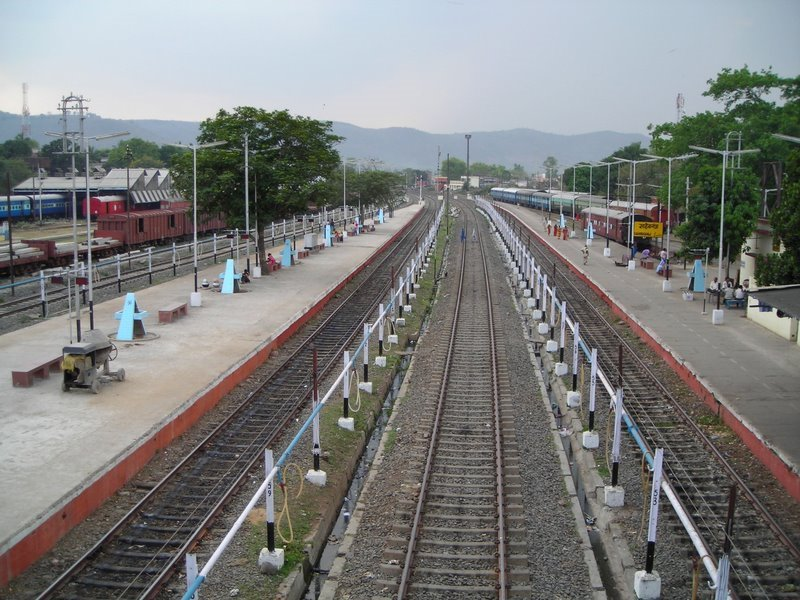
محطة سكة حديد Sahibganj

### الطيران

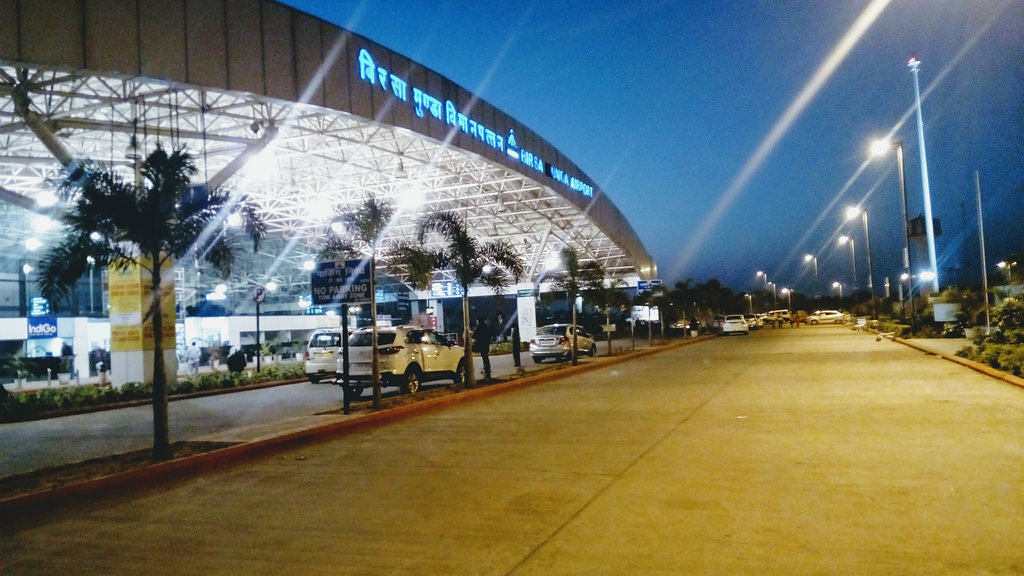
مطار بيرسا موندا المحلي في رانشي

يوجد بالولاية ثلاث مطارات أكبرها مطار بيرسا موندا المحلي الذي يصل الولاية بالمدن الهندية الكبرى مثل دلهي وكلكتا وبنغالور ومومباي وحيدر آباد وغيرها. ومطار ديوغار ومطار سوناري في جامشيدبور.
المطارات الأخرى الموجودة في الولاية هي مطار تشاكوليا ومطار دومكا ومطار دانباد والذي تطير منه في الغالب رحلات طيران خاصة وعارضة.

### الطرق

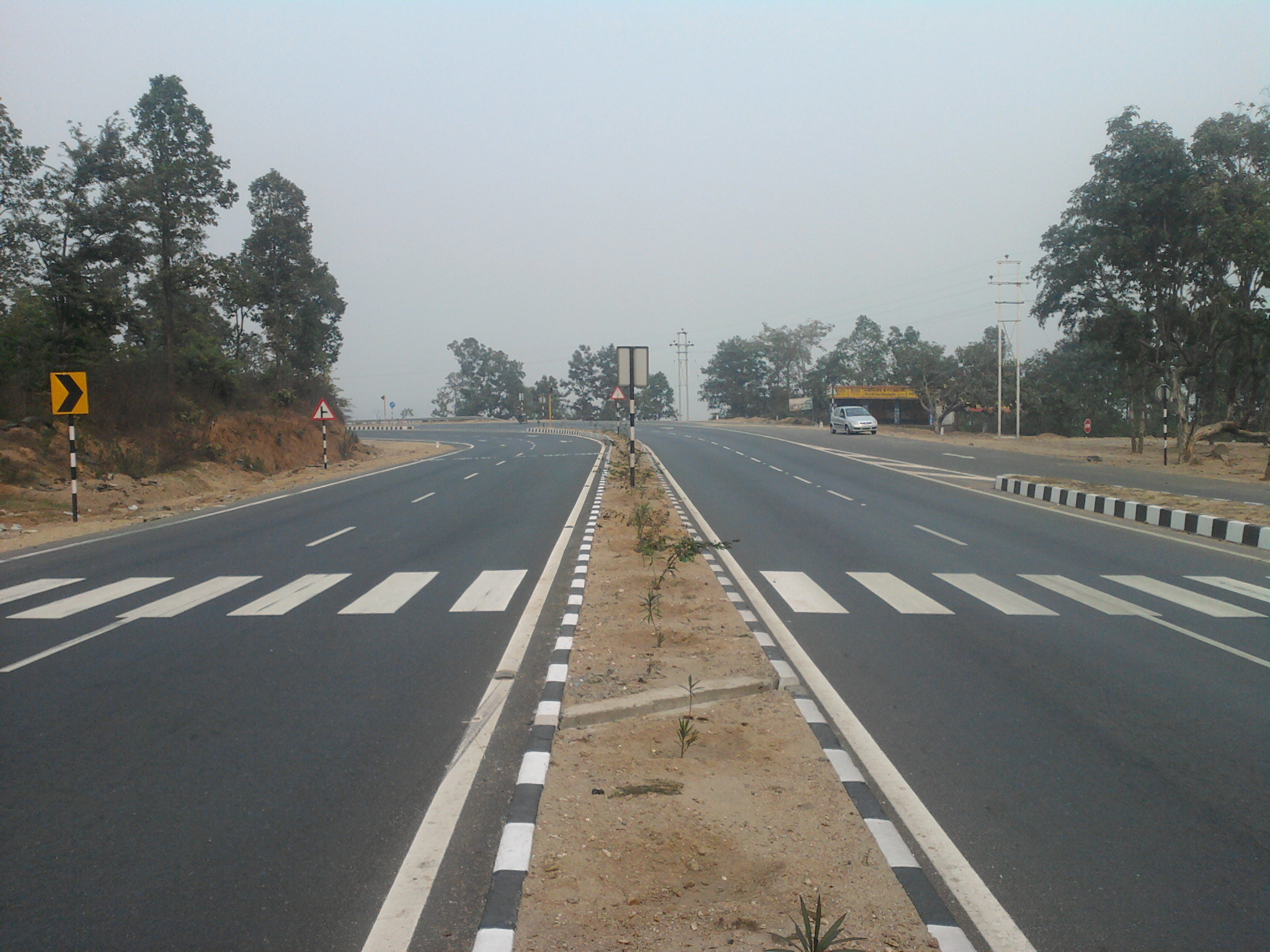
الطريق الوطني السريه في منطقة رامجره

تمتلك جاركند شبكة واسعة من الطرق السريعة الوطنية والطرق السريعة بالولاية. هناك 2,661.83 كـم (1,653.98 ميل) من الطرق السريعة الوطنية المعبدة في الولاية اعتبارًا من عام 2016. الطرق السريعة الوطنية الموجودة في الولاية بالأرقام هي 18 و19 و20 و22 و33 و39 و43 و114A و118 و133 و133A و133B و139 و143 و143A و143AG و143D و143H و218 و220 و320D و320G و333 و333A و343 و419 و522. تمر الشبكة الرباعية الذهبية بين دلهي وكلكتا عبر جاركند.

### الموانئ
جاركند هي ولاية غير ساحلية ولكن بها العديد من الأنهار والممرات المائية. خطط لإنشاء ميناء متعدد الوسائط في صاحب جانج على نهر الغانج. قدرت تكلفة المشروع 65.000 روبية هندية ومن المتوقع أن تتكمل المرحلة الأولى منه في عام 2019.

## التعليم
كان معدل معرفة القراءة والكتابة الرسمي للولاية 66.41% (ذكور: 76.84%، إناث: 55.42%) في تعداد 2011 الذي أجرته حكومة الهند مع وجود تسع مناطق برتفع فيها المعدل عن معدل الولاية:
- رانشي: 76.06% (الذكور: 84.26%، الإناث: 67.44%)
- شرق سينغبوم: 75.49% (الذكور: 83.75%، الإناث: 66.81%)
- دانباد: 74.52% (الذكور: 83.81%، الإناث: 64.29%)
- رامجره: 73.17% (الذكور: 82.44%، الإناث: 63.09%)
- بوكارو: 72.01% (الذكور: 82.51%، الإناث: 60.63%)
- منطقة هازارباج: 69.75% (الذكور: 80.01%، الإناث: 58.95%)
- سيمدجا: 67.99% (الذكور: 76.08%، الإناث: 59.92%)
- سيركلا خرسوان: 67.70% (الذكور: 79.03%، الإناث: 55.88%)
- لوهارداجا: 67.61% (الذكور: 77.21%، الإناث: 57.69%)
- كودرما: 66.84% (الذكور: 79.78%، الإناث: 53.23%)

تتجه الولاية نحو هدف تعميم التعليم الابتدائي، وكن هدف التحاق الأطفال بالمدارس واستبقائهم في المدارس لم يصل إلى نسبة 100٪.

## الصحة العامة
أصبحت جاركند بسبب مناخها المعتدل وخاصة عاصمتها رانشي منتجعًا صحيًا. حيث أنشئت فيها مرافق لعلاج المعاقين ذهنيا في عام 1918. يقدم مستشفى تاتا الرئيسي في جامشيدبور خدمات علاج السرطان.
يمثل الفلورايد الموجود في المياه الجوفية مشكلة صحية عامة في جاركند. وجدت دراسة استقصائية حديثة أجراها معهد بيرلا للتكنولوجيا في ميسرا ورانشي بالتعاون مع اليونيسف في مقاطعتي بالاماو وجارهوا الشمالية الغربية أن مستويات الفلورايد أعلى من المبادئ التوجيهية لمنظمة الصحة العالمية بشأن مياه الشرب. يمكن أن تؤدي الكميات المفرطة من الفلورايد في مياه الشرب إلى تسمم الأسنان بالفلور وانتشار كسور العظام وتسمم هيكلي بالفلور وهي حالة إعاقة لا يمكن علاجها. وقد ركزت بعض الأنشطة على مكافحة التسمم بالفلور من خلال تشجيع السكان على زيادة تناول الكالسيوم عن طريق استهلاك النباتات المحلية. يقوم الباحثون في جامعة برينستون ومعهد بيرلا للتكنولوجيا، ميسرا، رانشي حاليًا بالتحقيق في خيارات إزالة الفلورايد، أثناء إجراء مسح وبائي لتقييم مدى المشاكل الصحية المرتبطة بالفلورايد وتأثير التدخلات المستقبلية.

## الرياضة
يستضيف مجمع جي أر دي تاتا الرياضي في جمشيدبور مباريات كرة القدم في دوري السوبر الهندي وهو ملعب نادي جمشيدبور. تعتبر لعبة الكريكيت والهوكي وكرة القدم من الألعاب الشائعة في جاركند فخرج من الولاية لاعبون مثل جايبال سينغ كابتن منتخب الهند لهوكي الحقل للرجال السابق واللاعب الأولمبي ومانوهار توبنو  الذي يلعب في فريق الهوكي الهندي. جايبال سينغ كان قائد فريق الهوكي الذي فاز بأول ميدالية ذهبية للهند في دورة الألعاب الأولمبية الصيفية 1928 في أمستردام، وماهيندرا دوني الذي كان قائد منتخب الهند للكريكت الذي قاده للفوز بكأس العالم للكريكيت في 2 أبريل 2011 بعد 28 عام  على أخر كأس الذي فازت به الهند في عام 1983 في لوردز، إنجلترا.
أنشئ ملعب الكريكيت الدولي بالولاية والذي استضاف مباراة دولية بين الهند وإنجلترا في 19 يناير 2013. استضاف هذا الملعب مباراتين الدوري الهندي الممتاز 2013 ‏ لـكلكتا نايت رايدرز والتصفيات الثانية من IPL 8 بين تشيناي سوبر كينغز ورويال تشالنجرز بنغالور . كما توجد أكاديمية للتنس التي افتتحتها سانيا ميرزا وشعيب مالك بجانب ملعب الكريكيت. رانشي هي من بين ست مدن في استضافت دوري الهوكي الهندي  في يناير 2013.

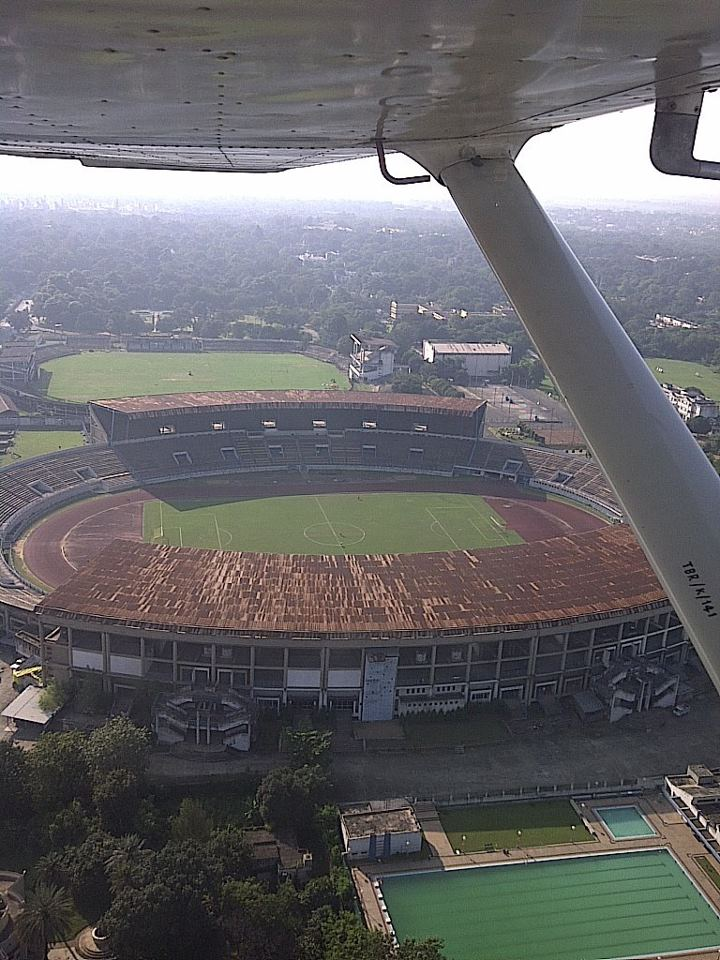
منظر جوي لملعب كينان في جمشيدبور
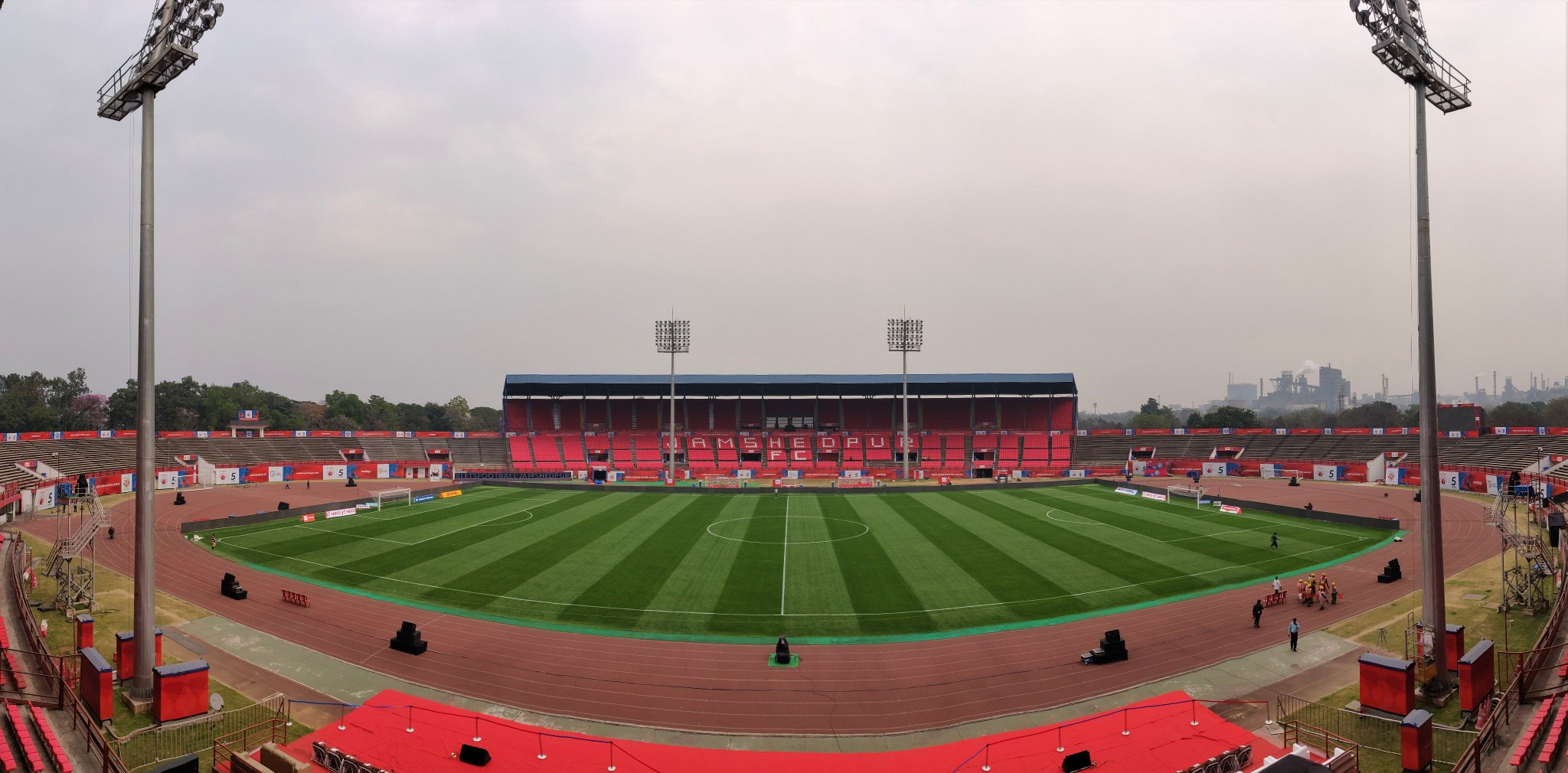
مجمع جي آر دي تاتا الرياضي

## السياحة
تشتهر جاركند بشلالاتها وتلالها والأماكن المقدسة بها. من أشهر الأماكن المقدسة مواقع باراسناث وبادياناث دهام ومعبد ما ديوري ومعبد تشيناماستا.
من المواقع السياحية يقع ينبوع Tattapani التي يُعتقد أن الينابيع الساخنة تحتوي على الكبريت، ولها خصائص طبية ومفيدة للبشرة. وموقع إتخوري المقدس للهندوس والبوذيين والجاينيين، الذي يُعتقد أنه المكان الذي بدأ منه غوتاما بوذا رحلته إلى بود جايا، والتي عثر فيها على أنماط من الفن الهندوسي والجايني والبوذي في عام 2018. وكذلك معبد رانكيني في جادوجورا. هناك العديد من الشلالات في الولاية بما في ذلك شلالات جونها وشلالات هوندرو وشلالات دسام وشلالات بيرواغاغ وشلالات بانشغاغ. أما التلال فأشهرها نتارهات.
تعد محميات الحياة البرية من مواقع الجذب السياحي مثل منتزه بيتلا الوطني ومحمية دلما للحياة البرية بالولاية متحف ولاية هوتوار ومعهد ومتحف البحوث القبلية العديد من التراث الثقافي والثقافة القبلية في جاركند.

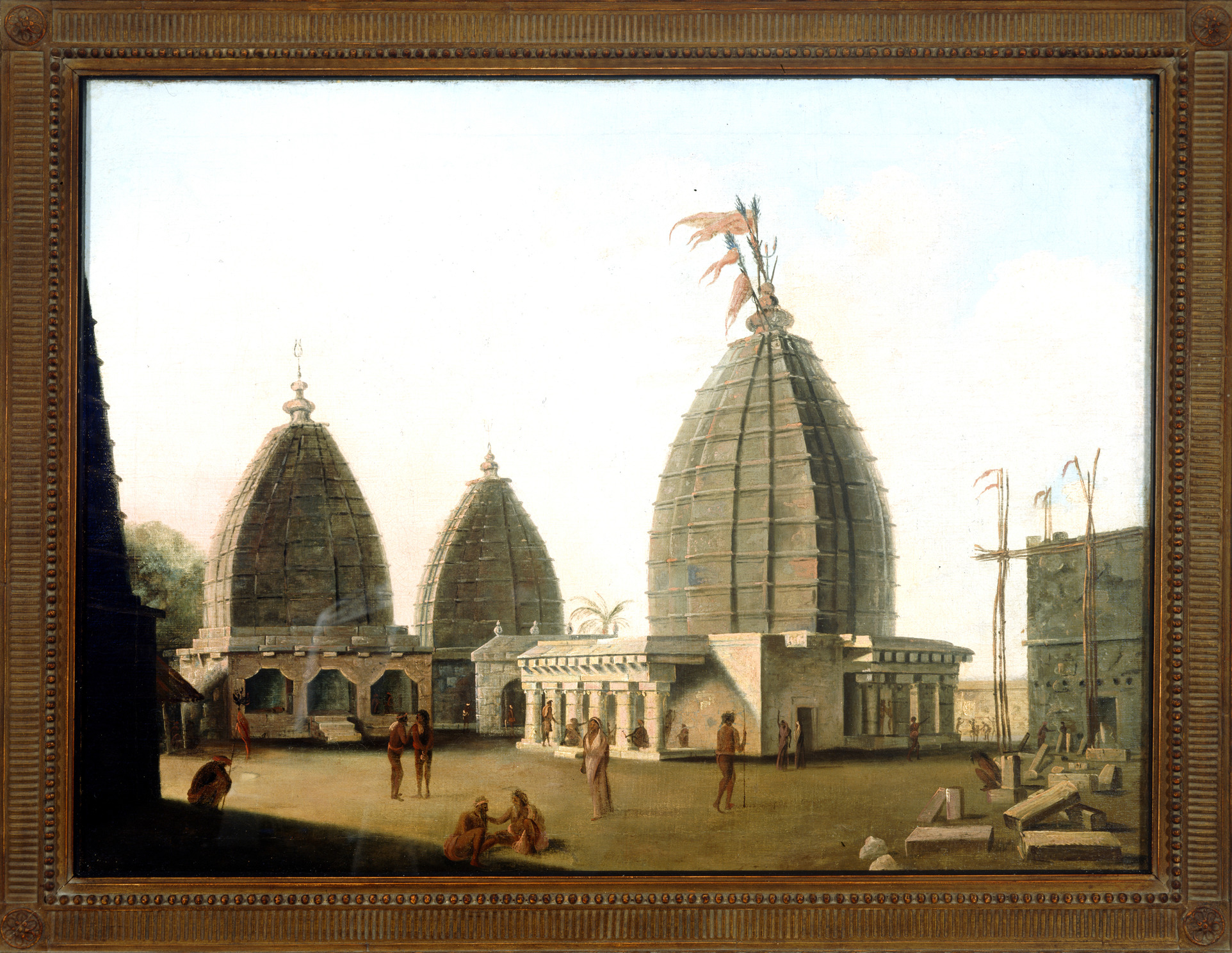
معبد Baidyanath Jyotirlinga القديم في دوغار
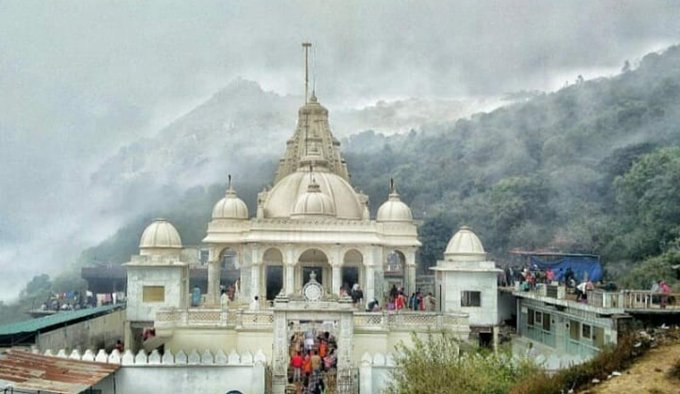
معبد جاين في سامت شيخرجي، المكان الذي وصل منه عشرين  التيرثنقار إلى حالة النيرفانا
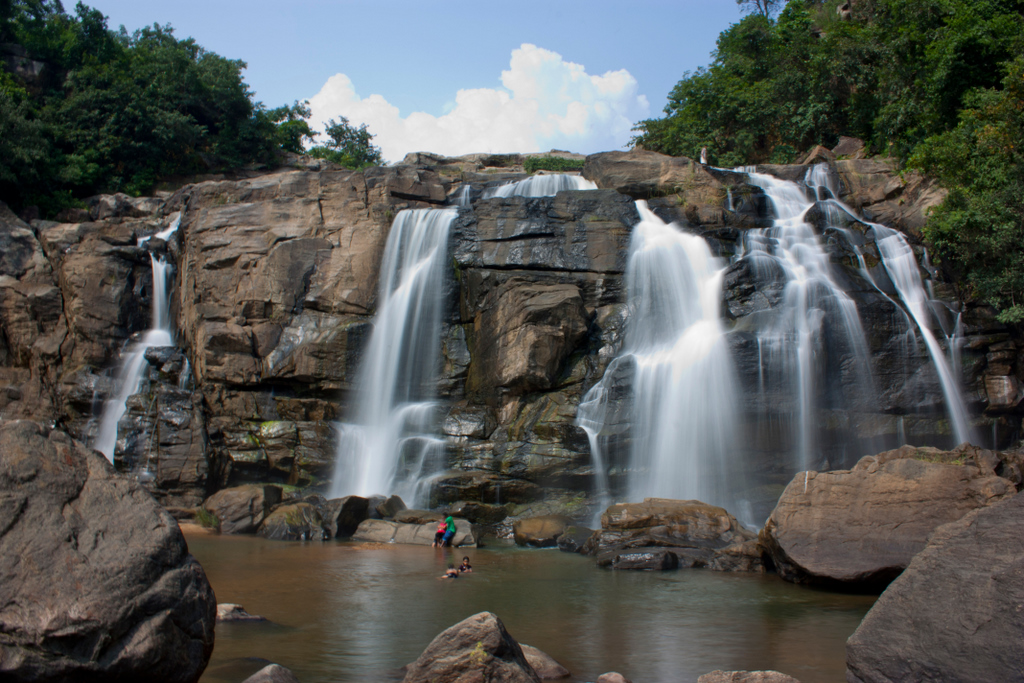
شلالات جونها
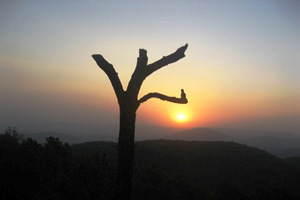
نتارهات

### ثبت المراجع
- Lahiry، Sangam (2014). Pugmarks In Palamau. Leadstart Publishing Pvt Ltd. ISBN:978-93-81115-64-0. مؤرشف من الأصل في 2023-07-13.
- Roma Niyogi (1959). The History of the Gāhaḍavāla Dynasty. Oriental. OCLC:5386449. مؤرشف من الأصل في 2023-07-13.

## روابط خارجية
حكومية
- Government of Jharkhand, India نسخة محفوظة 22 أبريل 2016 على موقع واي باك مشين.

معلومات عامة
- Jharkhand على مشروع الدليل المفتوح
- معلومات جغرافية متعلقة بجاركند على خريطة الشارع المفتوح